# Arisztotelész
Arisztotelész (ógörögül: Ἀριστοτέλης, latinul: Aristoteles); (Sztageira, Kr. e. 384 – Khalkisz, Kr. e. 322. március 7.) görög tudós és filozófus, a modern európai tudomány atyja és előfutára. Mesterével, Platónnal együtt a nyugati kultúra legnagyobb hatású gondolkodói közé tartozik. Már az ókorban híressé vált nemcsak filozófiai művei miatt, de a kiemelkedő tehetségű makedón hadvezér és despota, Nagy Sándor nevelőjeként is.
A görögországi Sztageira (ma: Sztágira, Halkidikí) városában született, innen nyerte egyik állandó melléknevét: a S(z)tagirita (= „A sztagirai”). Nemcsak sok, modernnek tekintett tudományban jeleskedett és tett hozzá mindegyikhez valami értékeset, valami olyat, ami az illető ismeretterület felfogását, tárgyalását sokszor majdnem egy évezreden át meghatározta; nemcsak a filozófiában, a logikában, a nyelvészetben, a biológiában, a pedagógiában, a politikatudományban, az államelméletben sikerült maradandót alkotnia, de az irodalomelméletben és mi több, az irodalomban is. Cicero aligha áradozott volna az arisztotelészi előadásmód „arany folyamáról” (flumen orationis aureum), amely a világos, de élvezetesen olvasható tudományos értekezés műfaját is megteremtette. Azonban nemcsak irodalmilag igényes és nagyközönség számára írt exoterikus művei és irodalmi tárgyú munkái (a Poiétika kivételével) semmisültek meg, vesztek el, hanem sok más műve is – de a megmaradtakból, mint például a Fizika, Metafizika, Etika, Politika, Poétika és mások – még így is több életműnyi anyag kitelik.
Alakja köré tanítványaiból új (és mintegy 600 éven át működő) filozófiai mozgalom, a peripatetikus iskola szerveződött. Mesterével, Platónnal együtt az európai filozófia legmeghatározóbb alakja. A középkor végére a Biblia mellett Arisztotelész és munkássága vált a „magasabb” kultúra meghatározó tekintélyévé szerte Európában. De nemcsak az európai kultúra tartja magát az örökösének: Keletet is ő hódította meg a nyugat tudományának, a keresztényeknél, az araboknál és a zsidóknál egyaránt a legnagyobb tiszteletben áll. A Holdon krátert neveztek el róla és nevét egy kisbolygó is viseli (6123 Aristoteles). Élete főképp Diogenész Laertiosz: A filozófiában jeleskedők élete és nézetei című munkájából ismert.

## Arisztotelész élete

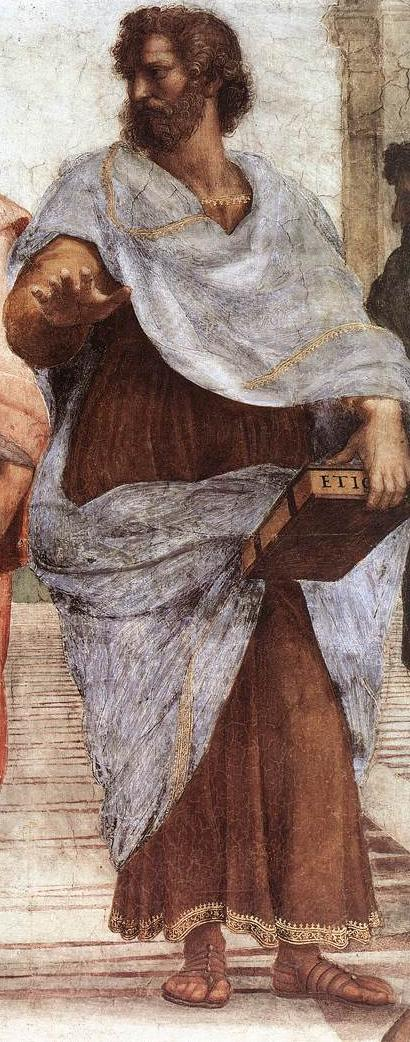
Arisztotelész (Raffaello: Athéni iskola c. festménye)(részlet)

„Arisztotelész i. e. 384-ben született Sztageirában. Tizennyolc éves, amikor Platón tanítványa lesz. Húsz esztendőn át tanul és tanít az Akadémián, majd Platón halála után elhagyja Athént. Asszoszban, majd Mütilénében tanít, 343-ban Philipposz makedón uralkodó fölkérésére a gyermek Alexandrosz - a későbbi Nagy Sándor - nevelője lesz. 335-ben megnyitja Athénban iskoláját, a Lükeiónt. Sándor halálakor, 323-ban menekülnie kell a városból. Khalkiszban telepszik le, ahol 322-ben meghal.”

– Steiger Kornél, 

### Ifjúkora
Sztageirában, a Khalkidiké-félszigeten fekvő trákiai görög gyarmatvárosban született a 99. olimpiász első évében, a mi naptárunk szerint i. e. 384-ben.
Apja, Nikomakhosz családja valószínűleg Messzénéből jött Sztagirába az i. e. 8. v. 7. században. Anyja, Phaisztisz családja Khalkiszból származott. Ráadásul mindkét szülő tekintélyes orvosi családból származtatta magát. Diogenész Laertiosz Hermipposzra hivatkozva azt állítja, hogy Nikomakhosz egy olyan, Makhaón fia Nikomakhosznak nevezett őstől származtatta magát, aki magának Aszklépiosznak volt az unokája. Apja családja épp ezért „aszklepiadésznek” (aszklépioszt tisztelőknek), vagyis – mai szóval – az orvosok ipartestületébe tartozónak számított, maga az apa pedig orvosa és barátja volt II. Amüntasznak, Makedónia királyának.
Arisztotelész számos életrajzírója feltételezi, hogy Nikomakhosz a makedón fővárosba, Pellába, ahová munkája kötötte, magával vitte Arisztotelészt is, így a kisfiú gyermekkorát már ott töltötte, segédkezvén apjának orvosi munkájában. Galénosztól tudjuk (De Anatomicis Administrationibus, II.1., vol. II. 280 K.), hogy a görög orvoscsaládokban nevelődő ifjak boncolni tanultak, továbbá korán elkezdték elsajátítani apjuktól a mesterséget, miközben inaskodtak. Valószínűleg az orvosi családból eredeztethető nemcsak Arisztotelész biológiai és természettudományos érdeklődése; hanem későbbi kapcsolata III. Alexandrosszal, azaz Nagy Sándorral. Amüntasz legkisebb fia, Fülöp, a későbbi makedón király, körülbelül egykorú volt Arisztotelésszel, és valószínűleg már ekkor megszerette, úgyhogy később rábízta fia, Alexandrosz nevelését. A feltételezésnek (mármint, hogy Pellában élt) azonban ellentmondhat az, hogy Nikomakhosz és valószínűleg Phaisztisz is, nagyon hamar meghaltak.
Nikomakhosz és Phaisztisz három gyermeke közül kettő fiú – Arimnésztosz és Arisztotelész – és egy lány, a nővérük, Arimneszté volt. Arimnésztoszról Arisztotelész megemlékezik végrendeletében (miszerint szobor állítandó neki), amely Diogenész Laertiosznak köszönhetően ismert; Arimnesztéről pedig Plutarkhosz révén tudunk.
Arisztotelész 17 éves kora körül apja meghalt (feltételezhető, hogy anyja pedig már korábban). Gyámja egy Atarneuszból származó (később Asszoszban élő) rokona, Arimneszté férje, Proxenosz lett (kinek fiát, Nikanórt később örökbe fogadta). Hogy Proxenosz miért hagyta el a fiúval Makedóniát, és miért ment – szokatlan módon – Athénba, ennek oka nem ismert (a nem túl megbízható Pszeudo-Ammóniosz pl. delphoi jóslatra, egy sokkal elismertebb arab orvos-történész, Ibn Abi Uszajbia pedig Proxenosz és Platón barátságára hivatkozik; modern szerzők egyszerűen arra, hogy az Akadémia volt a kor legjobb iskolája Hellaszban, illetve a görögök által ismert területeken. ).

### Az Akadémia, avagy első athéni tartózkodása

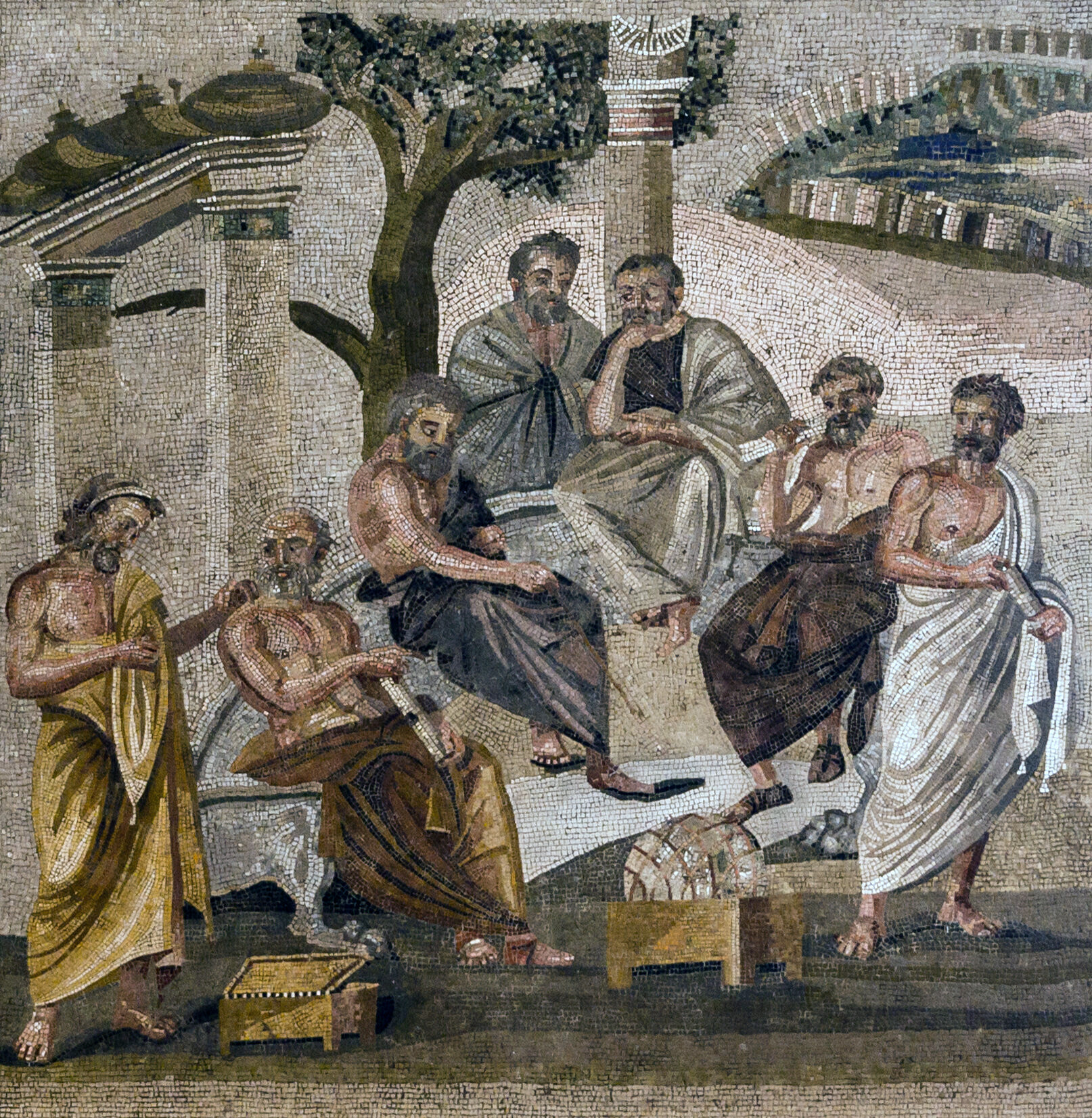
A platóni Akadémia. I. századi mozaik Pompeii-ből.

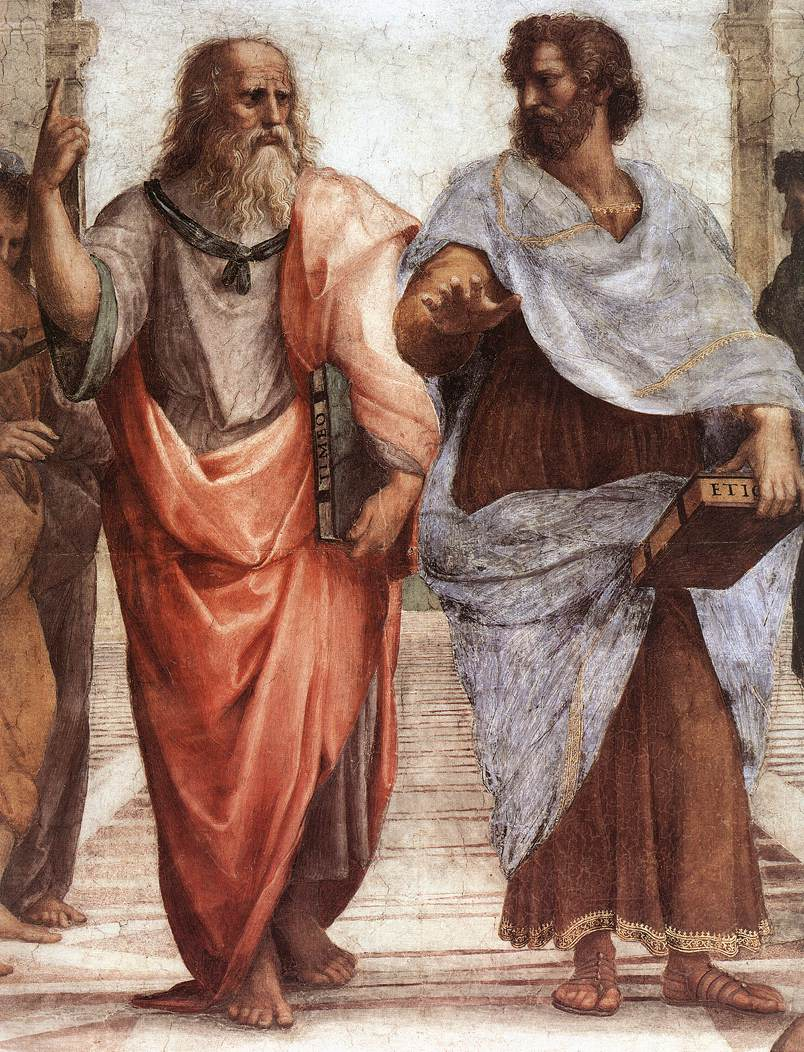
Platón és Arisztotelész (Raffaello: Athéni iskola c. festménye) (részlet)

I. e. 367-ben vagy I. e. 366-ban, 17 vagy 18 éves korában Athénba ment, s a hagyomány szerint a nagy filozófus, Platón tanítványa lett annak Akadémiáján. Ám Platón pont ezen évek egyikében elhagyta Athént, és három évig Szicíliában maradt II. Dionüsziosznál (az iskolát addig a knidoszi Eudoxosz vezette), így Arisztotelész 20 éves kora előtt nem lehetett tanítványa Platónnak. Az viszont biztos, hogy kb. 18-20 esztendőt valóban az ő társaságában töltött.
Hamar nyilvánvalóvá vált, hogy a legkiválóbb tanítványok egyike (Diogenész Laertiosz egyenesen a legkiválóbbnak nevezi). Több szerzőtől is fennmaradtak Platón szájába adott, Arisztotelészt dicsérő jelzők, így mondta őt „az iskola eszének”; házát pedig az Olvasó házának. Önállósága fokozatosan, de korán megmutatkozott, egyes nézeteiben hamar eltért mesterétől, s ezt nem titkolta; így meglehet, hogy mestere tényleg mondta – olyan elmarasztalásként, amely szintén beillik dicséretnek – hogy „Xénokratészt sarkantyúzni, Arisztotelészt zabolázni kell."_
A kezdeti baráti viszony valamelyest hűlt ugyan, de Platón haláláig megmaradt, azon ókori forrásokból származó állítások, miszerint barátságuk kifejezett ellenségeskedésbe csapott volna át (amelynek egyetlen megkérdőjelezhetetlenül valós alapja a markáns különbség bizonyos filozófiai tanaikban), a legjobb esetben is túlzás, de még valószínűbb, hogy ellenséges szándékú kitaláció (ld. lentebb).
Egyes feltételezések szerint ekkoriban Iszokratésznél is tanult retorikát, aminek az említett szónok elismert mestere volt nemcsak Athénban, hanem szerte a hellén kultúra elterjedési területén. Az iszokratészi hatást műveiben még olyan szerzők is elismerik, akik az Iszokratész-tanítványságnak nem látják bizonyítékát – mint pl. David Ross; tény, hogy Rétorika c. művében egy szerzőt sem idéz többször, mint a híres szónoklattan-tanárt.
Hogy Platón életében komoly tanítói tevékenységet folytatott volna, annak nagyon kevés nyoma van és azok sem perdöntőek; egyes források beszélnek tanítványairól, csodálóiról, pl. az atarneuszi Hermeiászról és egy sokkal későbbi mű, a Szuda-lexikon (10. sz.), másokról is; de ezek ekkoriban még inkább közeli barátai lehettek, és csak később válhattak tanítványokká. Szintén feltételezések szerint, retorikai oktatást mégiscsak végzett Iszokratész versenytársaként. Szokás ezt összekapcsolni egyik legkorábbi (lehet, hogy a legelső), elveszett, és szónoklattani tárgyú írásával, a Grüllosz vagy A retorikáról cíművel; amelyet i. e. 360 körül, de mindenképp az akadémiai tartózkodása idején alkotott meg; valamint az Iszokratészszal való vitával: „Még Plato életében előadhatta a rhetorikát, mert Isocrates elleni polemikus hangja csak ez időre vihető vissza, mert másodszori athenaei tartózkodása alatt Isocrates már meghalt”. Az Iszokratész tanai ellen írt, platóni dialógus formába öntött Grüllosz mellett még a Retorika c., fennmaradt értekezés is esetleg ebben az időszakban íródhatott. Az Arisztotelész-irodalom innen eredezteti az Arisztotelész- és az Iszokratész-iskola közötti, nagyon hevessé fajuló vita indulását, aminek néhány ókori forrásban nyoma maradt.
Platón tanítványa maradt annak haláláig (i. e. 348 / 347). Ezután nem sokkal elvándorolt a városból.

### Atarneusz és Mütiléné

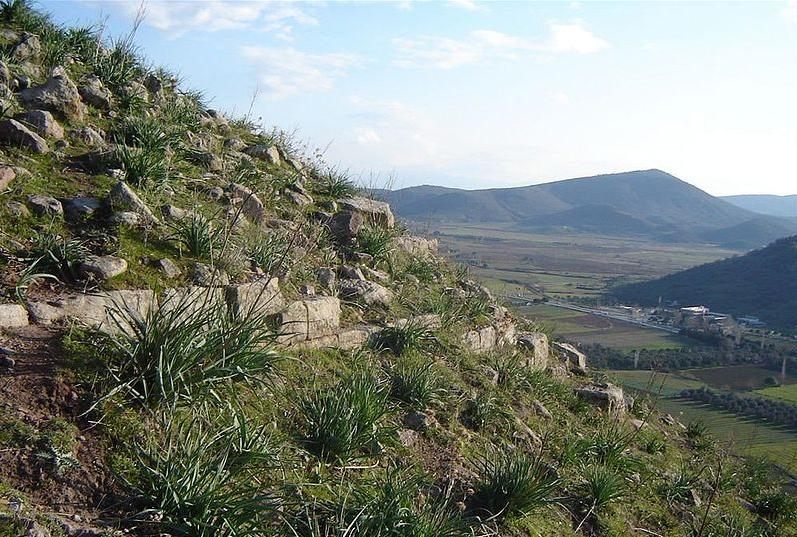
Atarneusz ma

Platón halálával egyidejűleg a politikai feszültség erősödött a városban, az Athénnal szövetséges Olünthoszt II. Fülöp i. e. 348-ban rövid ostrommal bevette, a makedónok hatalmának fenyegető árnyéka pedig egész Hellaszra rávetült. Nemcsak a makedón-párt kapott erőre Athénban, de ennek ellenében a Démoszthenész nevével fémjelezhető makedónellenes irányzat is. Ez a légkör nem kedvezett annak az Arisztotelésznek, akinek apja a makedón király udvari orvosa volt. Ráadásul az Akadémia élére sem ő, hanem Szpeuszipposz került (mindketten várományosnak tarthatták magukat e posztra), aki a platonizmusnak egy Arisztotelésztől távol álló irányvonalát képviselte. Harmincas éveinek vége felé járva, íme minden adott volt hozzá, hogy ne csak jogi szempontból érezze magát idegennek Athénban. Akár közrejátszottak ezek az okok abban, hogy a távozás mellett döntött, akár nem, tény, hogy elfogadta egykori akadémiai tanulótársa és barátja, Hermeiasz invitálását, és Platón egyik legbuzgóbb hívével, Xenokratésszel Anatóliába (Kis-Ázsia), a müsziai Asszoszba utazott, amelynek Hermeiasz a fejedelme volt.
A jövevények Asszosz városában telepedtek le, ahol Arisztotelész az itt élő jelentős és elég szervezett platonista közösség – tulajdonképp egy helyi kis Akadémia – szellemi vezetője lett. Asszoszban került szorosabb ismeretségbe Theophrasztoszszal, aki később utódja lett a peripatetikus iskola élén.
Több történész szerint Arisztotelész valójában a makedónok ügynöke, vagy mindenesetre követe volt Atarneuszban. Ez egy modern-, és nem az ókori forrásokra támaszkodó elképzelés.
Hermeiász országát és a térséget azonban három évvel a filozófus érkezése után, i. e. 344-ben elfoglalták a perzsák, őt magát tőrbe csalták és megölték. Arisztotelész 16 soros himnusszal áldozott az elhunyt emlékének, akinek Delphoiban állított emlékműve feliratát is ő írta.
A filozófus még asszoszi tartózkodása idején beleszeretett Hermeiász fogadott és/vagy testvére  lányába, a 18 éves kora körül járó Püthiaszba, és amikor menekülniük kellett a perzsák elől, a Leszbosz szigetén fekvő Mütilénébe költöztek, ahol két évig éltek. Még Asszoszban, vagy később, Mütilénében i. e. 345-ben össze is házasodtak. A házasság – amely kb. tíz évig, az asszony haláláig tarthatott, és egy szintén Püthiasz nevű leány születése is megkoronázta – boldog volt; a filozófus végrendeletének utolsó mondataiban meghagyta, hogy csontjait Püthiaszéivel együtt temessék el.
Aligha kétséges, hogy Leszboszon teljesítette ki állatrendszertani ismereteit, melyek kutatásába már korábban belekezdett, a tengeri és egyéb élőlények végtelen változatosságának hatására keletkezett biológiai tapasztalatai igen erősen rányomják bélyegüket Arisztotelész logikai munkáira is (erre utal a logikai fajok, nemek és kategóriák bevezetése és egész hierarchiába rendezése, de a logikai művekben előforduló rengeteg állat- és növényrendszertani példa is). Valószínűleg ebben az időszakban, 355 és 340 között írta Metafizika című művének legrégebbi részeit, az A és B könyvet, melyekben még egyértelműen mint a platonizmus híve többes szám első személyben beszél („mi, Platón tanainak követői”), valamint az Organon könyveinek tőle származó (nagy) részét is.

### Nagy Sándor nevelőjeként

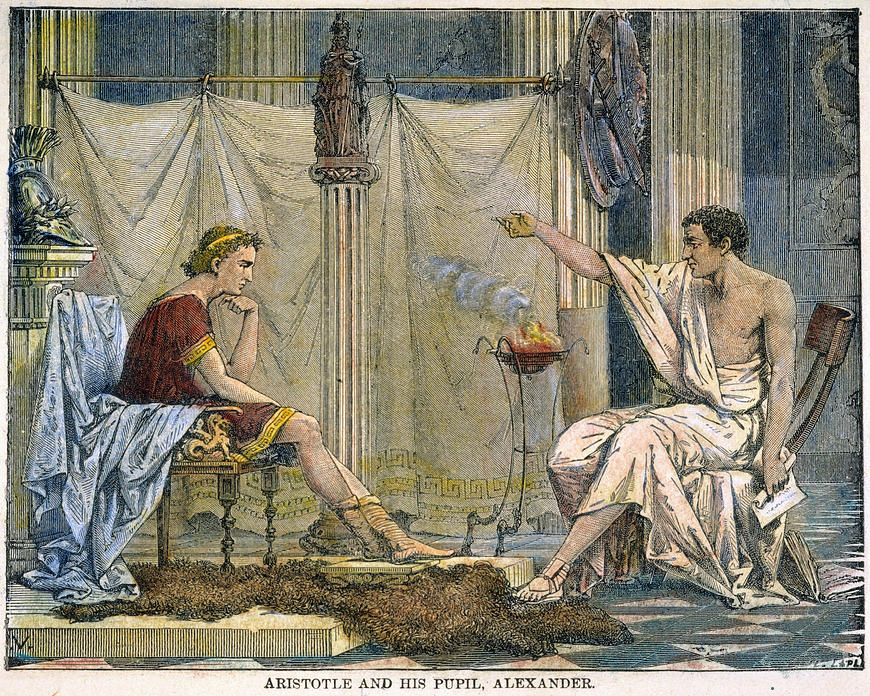
Nagy Sándor és Arisztotelész

I. e. 343-ban vagy i. e. 342-ben újra Makedóniába ment II. Philipposz meghívására, hogy ennek 12  éves fiát, Alexandroszt, a későbbi Nagy Sándort nevelje. Arisztotelész négy éven át volt Alexandrosz nevelője, ennek 16. évéig, ekkor Philipposz már politikai feladatokat rótt fiára (mert maga Büzantion ellen hadjáratra indult), de Arisztotelész – valószínűleg immár inkább tanácsadóként – még négy évig maradt Sándorral, Philipposz haláláig (i. e. 336.), és nagy hatással volt reá. Nagy Sándor sokáig őszinte, igaz tisztelettel viselkedett régi tanítója iránt, aki főleg erkölcstanra, politikára, ékesszólásra és költészetre oktatta, és néhány művet külön e célra írt. Rendesen Pellában ill. a szomszédos Miezában tartózkodtak, néha Sztageirában, amelyet (minthogy a jó II. Fülöp makedón király egy korábbi hódítása során földig rombolta) a filozófus kedvéért újra fölépítettek romjaiból. Arisztotelész vélhetően ekkor kezdte írni vagy kigondolni Politikával foglalkozó művei kezdeményeit, két értekezést írt tanítványa számára (A monarchiáról, A gyarmatokról). Lehetséges, hogy a híres és elveszett (158 tételből álló) alkotmánygyűjteményét is Sándor számára állította össze.
Plutarkhosz már idézett műve szerint nagyrészt Arisztotelész hatása, hogy Sándor mindig tiszteletet és bőkezűséget tanúsított a filozófusok és tudósok iránt, és maga is megszerette a filozófiát és tudományokat, később Ázsiában hadi cselekményei között tudományos expedíciókat is indított. E hagyományos képpel ellentétben a kételkedésre hajlamos modern szerző, Russell, meglehetősen leértékeli a bölcs és az ifjú hadvezér kapcsolatát: arra a – mások által is hangoztatott – megfigyelésre alapozva, hogy a két személy politikai nézetei és tevékenysége szemmel láthatóan nem sok hatással voltak egymásra, hangsúlyozottan személyes véleménye szerint Arisztotelész szemében aligha lehetett több Sándor, mint kényelmetlen és lusta kolonc, míg Alexandrosz, a fiatalkorától kezdve önfejű ifjonc, a görögök és perzsák legrosszabb vonásait ötvöző kényúr, legfeljebb csak a makedónok kulturáltságát igazoló dísznek tartotta Arisztotelészt, de pedantériáját és elméleti bölcsességét megvethette.
I. e. 339-ben újra nősült, új felesége (illetőleg csak élettársa) a Sztageirából származó Herphyllis lett.

### A Lükeion alapítója, avagy második athéni tartózkodása

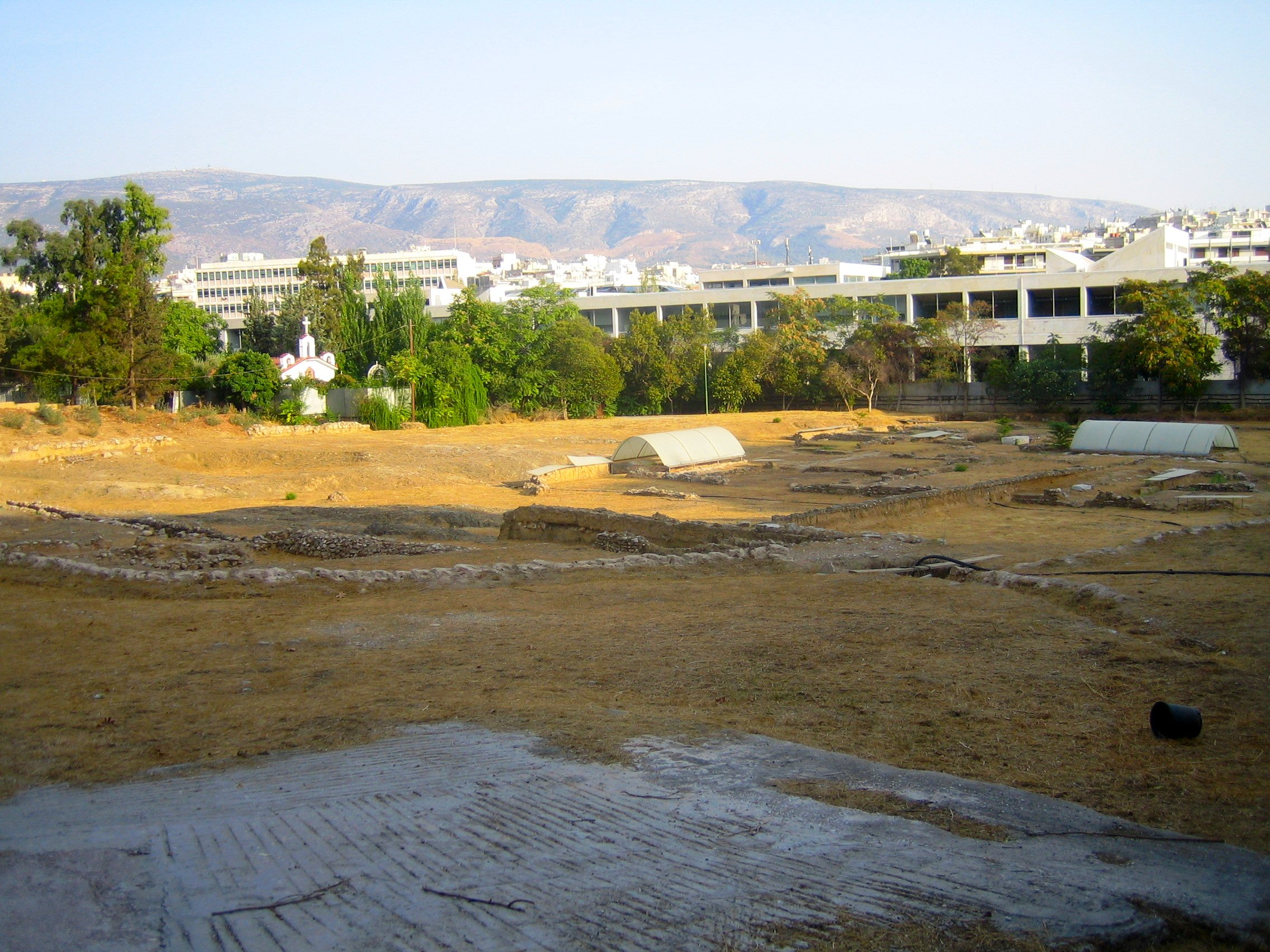
Itt állt egykor a Lykeion

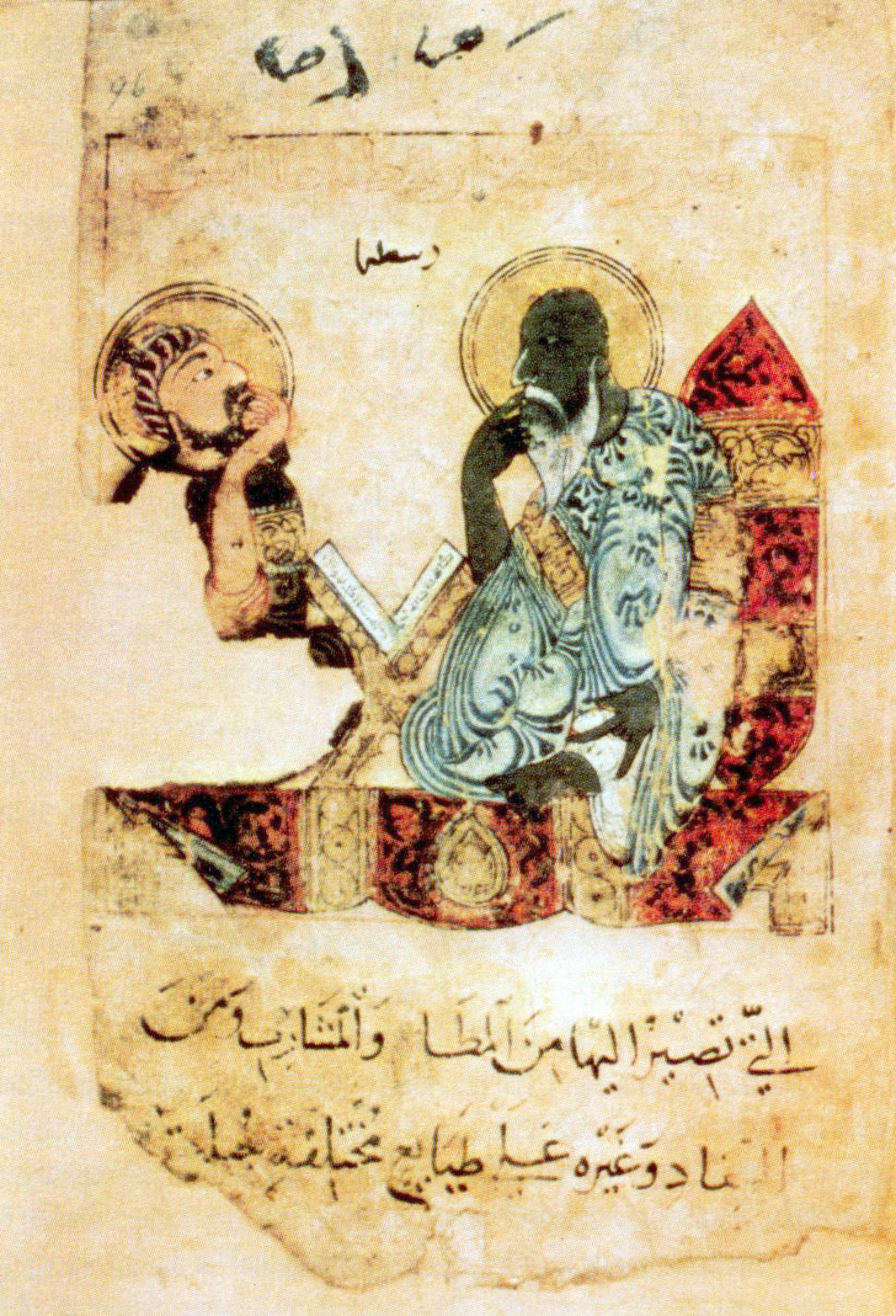
Arisztotelész tanítás közben (régi arab kézírat)

I. e. 335-ben, ötvenedik életévében, a filozófus visszament Athén városába, amely az elkövetkező tizenkettő vagy tizenhárom évben otthonául szolgált. Itt néhány épületet kibérelt és iskolát nyitott Lükeion (Lyceum) néven, amelynek fedett oszlopcsarnokában (vagy esetleg csak árnyékos fasoraiban), a perípatoszban (περίπατος), melyekről az iskola később a nevét kapta, tartotta Arisztotelész előadásait. Valószínűtlen, hogy a tanítás kizárólag vagy főleg séta közben történt volna (ez a nézet szmürnai Hermipposztól ered), amint ezt a „peripatetikus” (azaz: „körbesétáló”) kifejezés szó szerinti értelmezése sugallja. Az iskolában közös viták, összejövetelek, előadások és étkezések is folytak, nagyjából úgy, mint általában a görög filozófiai iskolákban. E tizenhárom év alatt írta meg legtöbb fennmaradt nagy munkáját.
A hagyomány (Plinius, Sztrabón) szerint Nagy Sándor fejedelmi bőkezűséggel segítette egykori tanítóját: állítólag több ezer ember foglalkozott a filozófus természettudományi gyűjteményének bővítésével, és a fejedelem 800 Talentumot adott Arisztotelésznek. Ross szerint a lükeioni, több száz iratot, azonkívül térképeket és természettudományos gyűjteményt tartalmazó könyvtár volt az első nagyobb könyvtár Görögországban, ami modellként szolgált az alexandriai és a pergamoni számára is.
A jó viszonynak az uralkodó elleni Hermolaosz-féle összeesküvés leleplezése vetett véget, amelybe Arisztotelész unokaöccsét, Kalliszthenész is belekeverték, aki így végül i. e. 327-ben Alexandrosz által bebörtönözve halt meg (egyes ókori források szerint ki is végezték, talán keresztre feszítéssel vagy vadállatokkal). Plutarkhosz szerint Kalliszthenész Arisztotelész házának neveltje volt, és nagybátyja ajánlásával került az udvarba; így Alexandrosz Arisztotelészre is megharagudott, és ennek nyilvánosan hangot is adott; mivel unokaöccse oly tiszteletlenül viselkedett vele, az uralkodóval szemben.

### Késői évek

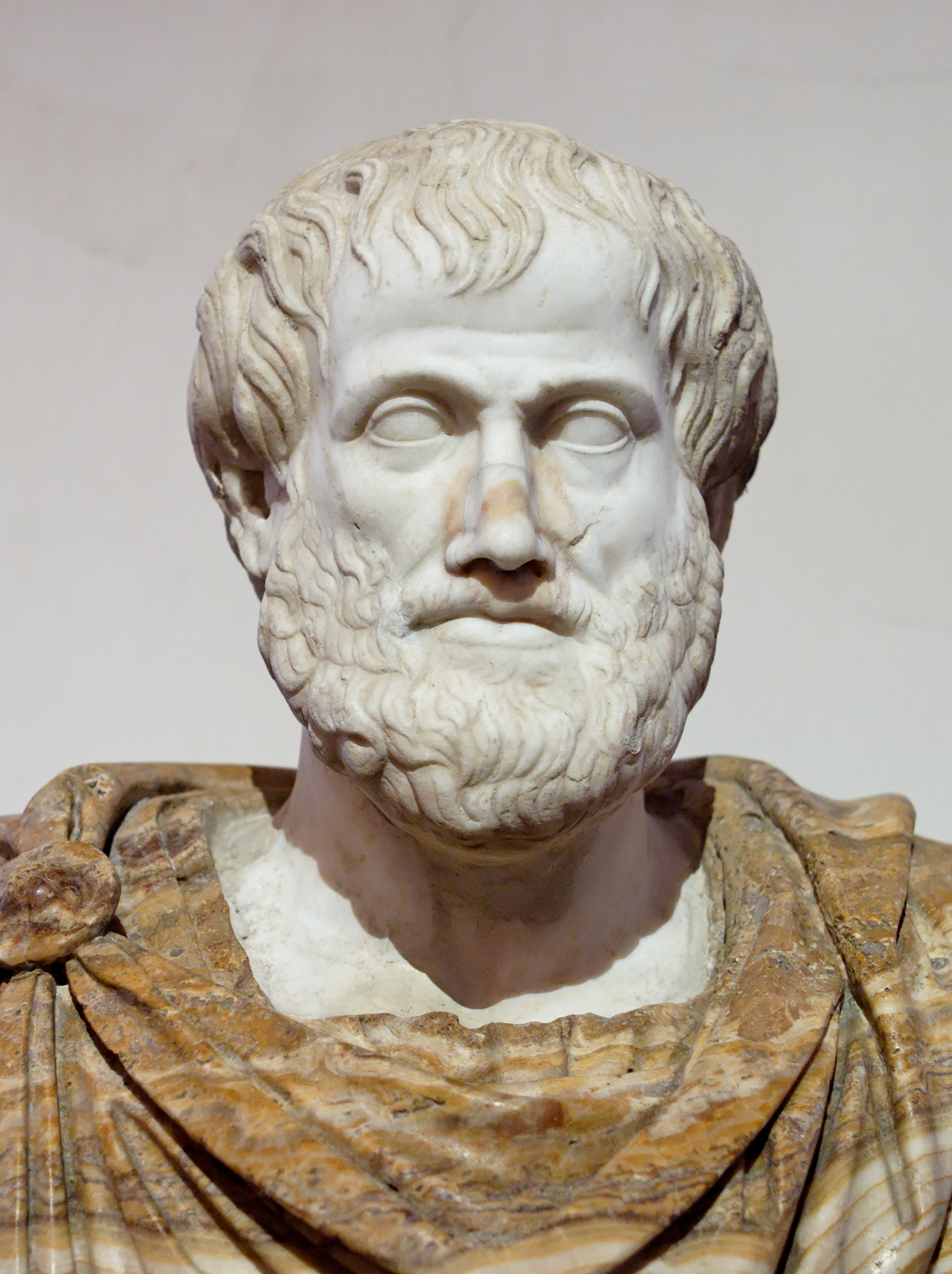
Arisztotelész bronz mellszobra i. e. 330-ból (másolat)

323-ban Nagy Sándor meghalt; birodalmában megkezdődött a bomlás, a makedónokkal közeli kapcsolatban álló, s ezért „gyanús” Arisztotelészt a makedón-ellenes párt – köztük olyan akadémisták, akik régebben a legközelebbi barátai voltak, illetve egyes szakmai ellenfelei – azonnal üldözőbe vette és istensértés (ασεβεια = aszebeia, „istentelen cselekedet”, szentségtörés) ürügye alatt a bírák elé állította (a fő, ill. fennmaradt nevű vádlók Démophilosz és Eurümédón voltak). Azzal vádolták, hogy oltárokat emelvén elhunyt első nejének és Hermeiasznak, az isteneket megsértette. Bár a vádakat nyilvánvalóan a személyes rosszindulat és a politikai ellenérzések is vezérelték, azonban egy jámbor athéni számára ténylegesen visszatetszést kelthetett, hogy olyan szent erényekkel, melyek mitológiai alakokat is megillettek, a filozófus versében egy zsarnokot is felruházott, aki ráadásul rabszolga, s mi több, herélt volt. Az nem valószínű, hogy az athéniak ellenszenvét valóban aktív, makedónbarát politizálással vívta volna ki: ez már csak ión bevándorolt (metoikosz) származását és ezért Athénben korlátozott politikai jogait tekintve is nehézségekbe ütközött volna. Viszont a makedón kormányzóhoz, Antipatroszhoz fűződő régi barátsága valószínűleg kulcsszerepet játszott abban, hogy nemkívánatos személlyé vált.
Arisztotelész, mint azt bizonnyal Szókratész kivégzésére célozva mondta, nem engedte az athéniakat „kétszer vétkezni a filozófia ellen”; és 323-ban, iskoláját Theophrasztoszra bízva elmenekült Athénból. Legfeljebb egy évig élt Khalkiszban, de 322 augusztus/szeptembere táján, kevéssel Démoszthenész halála előtt ő is meghalt.
Némelyek szerint öngyilkosságot követett el méreggel, vagy a tengerbe vetette volna magát (ezt Eumélosz, a történetíró elbeszélésére hivatkozva Diogenész Laertiosz is említi; a feltételezést azonban sem ő, sem a későbbi filozófiatörténet nem vette komolyan, utóbbi sok képviselője ezt a vélekedést a Szókratész haláláról szóló hagyomány fantáziadús parafrázisának tartja); valószínűbb, hogy betegségben halt meg, egy Censorinus nevű szerző szerint például régi gyomorbaja okozta halálát.

### Utódok, rokonok
Első feleségétől, Püthiasztól egy lánya született, szintén Püthiasz. A lány Arisztotelész második athéni tartózkodása idején meghalt.
Püthiasz halála után nem házasodott meg, de Timaiosz szerint maga mellé vett egy ágyast, Herphyllist, aki egy Nikomakhosznak nevezett fiút szült neki (innen eredt a jóval Arisztotelész halála után Nikomakhoszi etikaként kiadott könyve címe). Adoptálta továbbá egykori gyámja, Proxenosz fiát, Nikanórt.
Arisztotelész nővérének, Arimnesztének, és férjének, Proxenosznak két gyermeke volt, Nikanór (aki Arisztotelész fogadott fia lett), valamint egy lány, Hero. Az ő fia volt Kalliszthenész (a híres filozófus és Nagy Sándor udvari történetírója); aki tehát unokaöccse volt Arisztotelésznek. Nikanór Arisztotelész lányát, Püthiaszt vette feleségül, és apósa végakarata szerint Arisztotelész másik feleségétől/élettársától származó fiának, Nikomakhosznak a gyámja lett, míg az fel nem nőtt.

## Életrajzok és jellemzések

### Arisztotelész-életrajzok

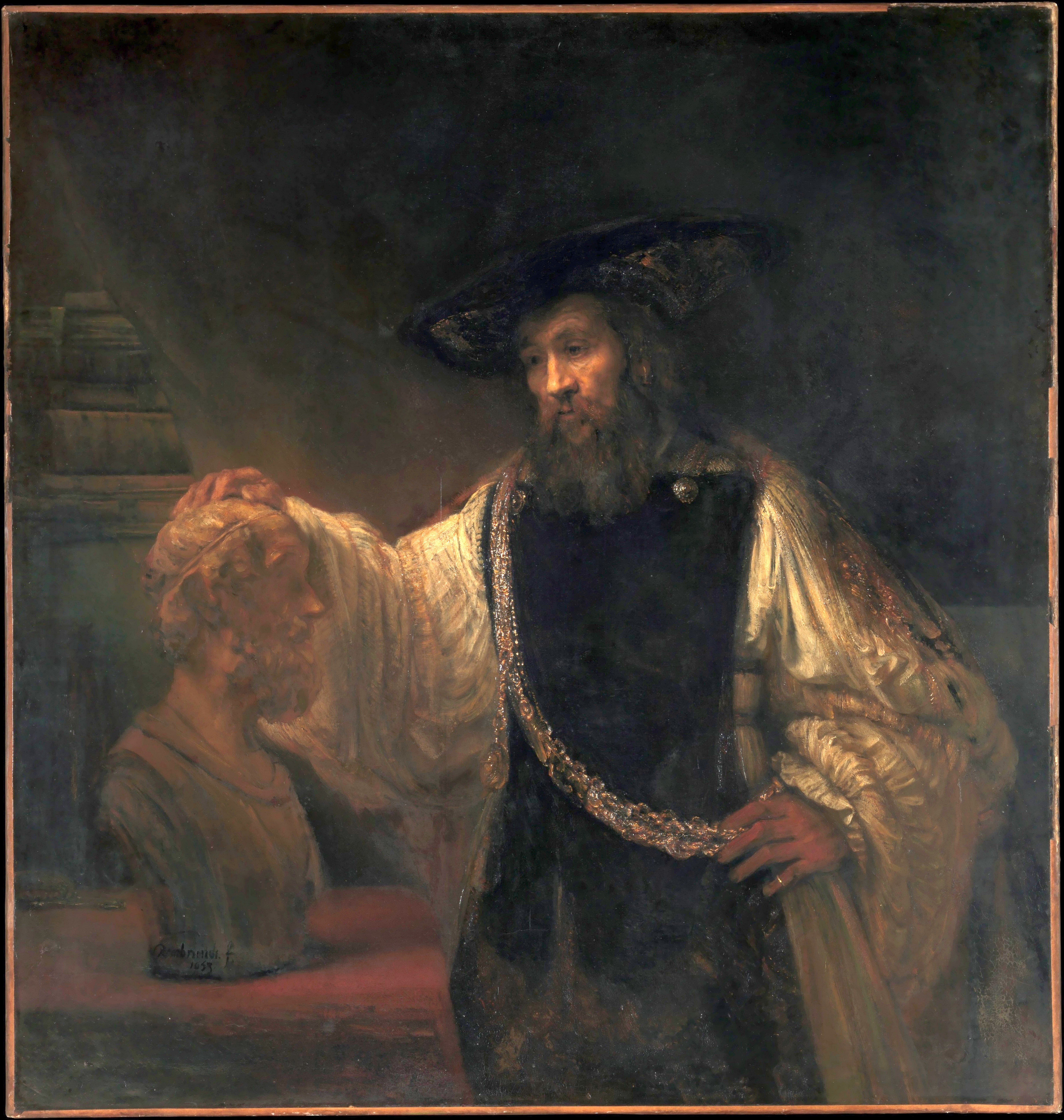
Rembrandt festménye: Arisztotelész Homérosz mellszobra előtt

Arisztotelésznek már az antik korban gazdag irodalma keletkezett, amely valószínűleg tartalmazott megbízható életrajzi adatokat is; ezek többsége a történelem viharai során elveszett, s bár a fennmaradtakból és azok hivatkozásaiból sokukat részben rekonstruálni tudjuk, a filozófus életéről sok mindenben csak feltételezésekre vagyunk utalva.
A legfontosabb fennmaradt művei a következők:
1. Diogenész Laertiosz: Vita Aristotelis (3. század vége);[17] életrajzot, írásjegyzéket, a Filozófus végrendeletét és doxográfiáját (tanításainak összefoglalását) tartalmazza, fő (és a modern életrajzírók szerint kritikátlanul kezelt) forrása a szmürnai Hermipposz i. e. 200 körüli, Arisztotelészbarátnak tekinthető, a korabeli alexandriai életrajzírói stílusnak megfelelően anekdotákkal fűszerezett műve (elveszett), illetve Apollodoros Chronia c. írása. Laertiosz életrajza – problémái ellenére – máig a legfontosabb, legmegbízhatóbb és legrészletesebb életrajzi forrás, ráadásul az egyik legkorábbi, amely nem csak töredékesen, hanem teljesen fennmaradt.[36][67]
2. Vita Hesychii avagy Menagiana: a fenti Laertios-művel azonos forrásokból táplálkozó, ahhoz hasonló összetételű, ismeretlen szerzőjű, rövidebb biográfia.
3. Ptolemaiosz: Vita Aristotelis, kilenc szövegváltozatban fennmaradt, melyek közül egyesek az Organon 5. sz.-i kiadásainak előszavául szolgáltak.
4. egyéb, rövidebb források, mint pl. a halikarnasszoszi Dionüsziosz egy néhány bekezdésből álló levele Ammaeushoz,[68] Augustus császár kortársához. A levél a legkorábbi megbízhatónak tartott és fenn is maradt Arisztotelész-életrajz.

Bizonyos részletkérdések tárgyalásakor sokszor felbukkanó művek:
1. Pszeudo-Ammóniosz „Biosz”-a; egy korábban Ammóniosznak tulajdonított, de nem tőle származó Arisztotelész-életrajz, amelyet általában véve megbízhatatlannak tartanak. Ez három változatban maradt fenn: A). egy görög változatban; amely a 15. sz.-ban az Aldus nyomdában jelent meg először az Opera Aristotelis c. Arisztotelész-életműkiadás részeként<4--vsz. előszó vagy hasonló--> (itt még Ióannész Philoponosznak tulajdonították); B). az ún. Markianosz-kódex Arisztotelész-életrajza, amely az előbbi változattól némely dolgokban eltér; C). Egy „latin Ammónioszként” elterjedt, korai latin fordítás, amely inkább egyezik a Markianosz-féle változattal, semint az elsővel. A Pszeudo-Ammóniosz-féle életrajzok nyilvánvaló tévedéseket (Arisztotelész Szókratész tanítványa volt[69]), de sokat idézett anekdotákat is tartalmaz, továbbá máshol nem szereplő kiegészítéseket is olyan életrajzi elemekhez, mely utóbbiak már a megbízhatóbb forrásokban is szerepelnek(pl. Proxenoszról)[36] .
2. Arab életrajz Ibn Abi Uszajbia orvos-történésztől.

Arisztotelész életében és nem sokkal halála után, közel sem örvendett olyan általános elismertségnek, mint pár száz évvel utána (ld. lentebb); halála után röviddel pedig már napvilágot láttak az olyan, tárgyilagosnak nem mondható művek, melyek igyekeztek őt kifejezetten rossz színben beállítani (az ezekre adott első ismert reakció Philokhorosznál [i. e. 340- ~261/267] található). Más, Arisztotelészre vonatkozó adatok viszont tanítványaitól származnak, ezek egy része valószínűen legenda és nyilvánvalóan Arisztotelész-párti, hogy ezért nem tekinthetők megbízhatónak.

### Külső és jellem
Külső és belső jelleméről nagyon kevés forrás maradt fent, melyek se nem megbízhatóak, se nem egymással összeegyeztethetőek.

#### Külső

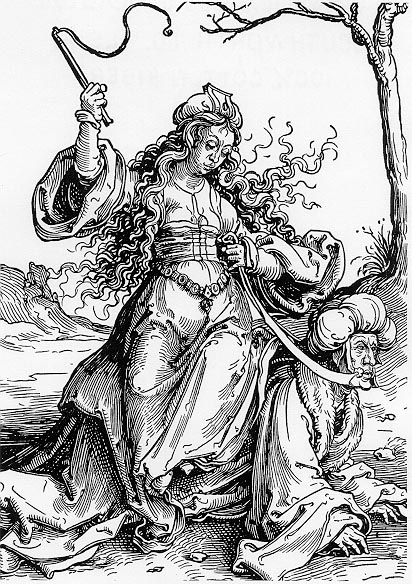
Lucas van Leyden: Arisztotelész és Phyllis. Arisztotelész annyira belehabarodott Phyllisbe, Nagy Sándor szépséges kedvesébe, hogy még azt is megengedte a nőnek, hogy az zablát tegyen a szájába, s a hátán lovagoljon

Néhány forrás szerint hivalkodóan, túlékszerezkedve öltözködő, alacsony, kopasz, potrohos és pipaszárlábú, beszédhibás (selypítő vagy dadogó) kéjenc volt, arcán állandóan gúnyos vagy álszent benyomást keltő kifejezéssel, azonkívül hajlamos volt a cinikus, ellenfeleit megszégyenítő iróniára, valamint a fényűző étkezésre és életmódra.
Hozzá kell tennünk azonban, hogy – bár az előnytelen külsőről szóló hagyományt Ross „hitelt érdemlőnek” nevezi – az ilyesfajta jellemzések általában ellenfeleinek műveiben vagy azoktól vett idézetekben fordulnak elő. A már Diogenész Laertiosz által is idézett negatív képnek nemcsak számos szobor (melyek közt hitelesek is lehetnek) és anekdota mond ellent, hanem az írott forrásokban is fennmaradt életrajzi tények is (a kéjenc voltnak például a feleségeivel való szeretetteljes kapcsolata, a végrendeletében írottak; vagy a pederasztia barbár szokásként való elítélése). Nem kétséges, hogy Arisztotelésznek gazdagsága és kiemelkedő intellektusa miatt nemcsak számos irigye volt, hanem filozófiai versenytársai és politikai ellenlábasai is, akiknek érdekükben állt negatív képet terjeszteni róla. David Ross és más források is említik, hogy Athénból való „száműzetésekor” a platóni és/vagy az iszokratészi iskola valószínűleg ármánykodott ellene.

#### Legendák a Platónnal való ellentétekről
A Platón és Arisztotelész ellenséggé válásáról szóló, a késő ókori írásokban felbukkant nézet (amelynek egyetlen megkérdőjelezhetetlenül valós alapja a markáns különbség bizonyos filozófiai tanaikban), a legjobb esetben is túlzás, de még valószínűbb, hogy ellenséges szándékú kitaláció. Több életrajzban és változatban fennmaradtak legendák, miszerint nem tisztelte eléggé tanítóját és háládatlan volt iránta. Állítólag Platón azzal vádolta, hogy a jóságáért, amellyel befogadta, gonoszsággal fizetett („Arisztotelész nem tisztel engem, és kirúg rám, mint a csikó az anyakancára, amely kihordta őt”), némelyek szerint idegenek, kifejezetten az akadémista vezető ellenében, míg ő távol volt Szicíliában, orvul iskolát nyitottak a városban (az „idegen” szót sokan vonatkoztatják Arisztotelészre, noha az Akadémián még számos más városból származó, sőt görögnek is csak fanyalogva nevezett személy tanult).
Mindeme legendák nagyon valószínűtlenek, ill. egyszerűen nem igazak: Arisztotelész Platón második szicíliai útja után is még sokáig bizonyíthatóan akadémistának számított; és nem nyitott önálló iskolát.
A műveiben fennmaradt, Platónt valóban – de közel sem tiszteletlenül – cáfoló részletek is egészen más fényben mutatják a mesterrel folytatott vitákat. Mielőtt Etikájában Platón eszmetanának cáfolatába kezd, a személyes barátság érzelmeit fejezi ki iránta, de – mint mondja – a tudományban néha félre kell tenni a személyes érzelmeket és csak az igazság védelmére gondolni: „és ámbár az igazság és a barátság, mindkettő igen drága előttem, szent kötelesség elsőséget adni az igazságnak”. A Metafizikában is több helyen Platón követőjének nevezi magát, és fájlalja, hogy tudományosan cáfolnia kell azokat, akik gondolkodásban is annyira közel állnak hozzá. Egy Werner Jaegertől eredő, de más filozófiatörténészek és filológusok által is vallott nézet szerint – melyet W. K. C. Guthrie „genetikus (fejlődéselvű)” megközelítésnek nevezett – életművét hitelesebb a Platón eszméitől való folyamatos, lassú, és sohasem teljes távolodásként felfogni, mintsem az azokkal való radikális szakításnak gondolni.
Az akadémisták között egyáltalán nem volt szokatlan eltérni Platón tanaitól: megtette nemcsak a pontoszi Hérakleidész, hanem a két „vezetőhelyettes”: Eudoxosz és Szpeuszipposz is. Utóbbi ugyanúgy elvetette az ideatant, mint Arisztotelész.
Ennek tükrében felmerülhet a kérdés, hogy mi volt az a valós alap, amelyből ezek a legendák táplálkoztak, és mi oka lehetett bárkinek is ilyeneket kitalálni. Arisztotelészre számosan nehezteltek meg élete során. A platonikusok azért haragudhattak rá, mert önálló és konkurens iskolát nyitott; ezért a valóban meglevő nézetkülönbségeket erősen felnagyíthatták, de a filozófus Iszokratész híveivel is ellentétbe került; makedón kapcsolatai miatt is voltak ellenségei, sőt valószínűleg emiatt kellett kétszer is elhagynia Athént, a legendák egy része továbbá a peripatetikusokkal polemizáló epikureus szerzőknek is tulajdonítható.

#### Az Iszokratész-Arisztotelész vita
Az ókori forrásokban Arisztotelész sokszor szerepel ellenfeleivel megvetően ironizáló, nagyképű alakként; ezt a gúnyos vagy támadó hangvételt egyáltalán nem zárhatjuk ki: Ross például említi, hogy fiatalkorában olyan hangnemben kritizálta Iszokratészt, hogy annak tanítványai nagyon megnehezteltek rá (Iszokratészt egyszerű „törvényszéki beszédszerkesztőnek” titulálta, és erkölcstelen nézetek terjesztésével vádolta); idéz továbbá modern szerzőket, akik szerint Iszokratésznak későbbi szavai a felkapaszkodott filozófusokról, akik iskolát alapítanak és tiszteletlenek vele szemben, pedig Arisztotelészre vonatkoznak (ugyan Ross ezt kétli). Iszokratész egyik tanítványa, Képhiszodórosz négy könyvből álló művet írt mestere védelmében „Arisztotelész ellen” (Prosz Arisztotelén) címmel, de feltételezhető, hogy nem ő volt az egyetlen tanítvány, akit a vita érintett. Felháborodásukon egyáltalán nem lehet csodálkozni: mesterük tanítványai és barátai között egyre több gazdag és befolyásos ember lett szerte Hellaszban, míg Arisztotelész még nem volt senki és semmi, csak egy idegen és ismeretlen platonikus ifjonc. Ugyanakkor Arisztotelész a Retorika c. műben (amit egyes feltételezések szerint szintén ekkoriban írt, vagy legalábbis kezdett meg) elismerte ellenfelét mint rétort és tanárt. Filozófiát érintő, azt a retorika ellenében lebecsülő gondolatairól, Platónnal megegyezően, lesújtó véleménnyel volt (további adalék, hogy Iszokratész szintén nagyon jó kapcsolatokat ápolt a makedón udvarral. Hogy II. Fülöp Arisztotelészt hívta meg udvari nevelőnek, és nem őt, az újabb sértés lehetett a számára, ami csak elmérgesítette vagy fenntartotta a két tábor közötti vitát).

#### Arisztotelész-közeli jellemzések
Más források (például néhány fejszobor) a görög férfiideálnak megfelelőnek ábrázolják, barátai levelei (pl. Antipatrosz makedón uralkodóé) és egyes anekdoták pedig nagyon is jellemes, empatikus egyénnek állítják be; viszont igencsak kérdéses, ezek mekkora valóságalappal rendelkeznek. Az egyik ilyen például Arisztotelész utódjának kiválasztásáról szól a peripatetikus iskola élén. A helyre többen pályáztak, de a szóba jövő két személy a Leszboszról származó Theophrasztosz és a Rodoszról származó Eudémosz voltak. Arisztotelész sokáig halogatta utódjának megnevezését (egyiket sem akarván megbántani), majd egy nap borivás közben a két jelölt jelenlétében azt kérte, hozzanak neki két pohár bort („mert amit most iszom, nem elég ízletes”), egyik leszboszi, másik rodoszi termés legyen (mindkét sziget híres volt borairól). Mindkettőt megkóstolta, majd csak annyit mondott: „Mindkettő kitűnő, bár a leszboszi tűnik édesebbnek.” Ezzel eldőlt, hogy Theoprasztosz lesz az utódja, Arisztotelész pedig szellemesen elkerülte a győztes direkt néven nevezését, és kihangsúlyozta, hogy a mindkettő alkalmas lenne a feladatra (ahogy mindkét fajta bort igen jónak tartották az ókorban).

## Művei

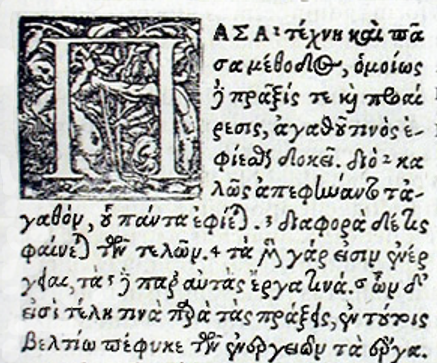
A Nikomakhoszi Etika 1566-os, görög nyelvű kiadása

### Műfaj szerinti osztályzás
Arisztotelész műveit ő maga vagy a tanítványok két csoportra osztották:
- Az exoterikus művek a nagyközönség számára készültek, gyakran dialógus formában, irodalmiasabb köntösbe öltöztetve. Többségük valószínűleg Arisztotelész első athéni tartózkodása, tehát az akadémiai korszakából való lehetett. Ezekből csak töredékek maradtak fenn.
- Az akroamatikus („hallásra való”) vagy iskolai művek pedig az értőbb közönség, általában legközelebbi tanítványai számára készültek, és saját felfedezéseit tartalmazzák. Ez utóbbiak sokszor nagyon kevéssé kidolgozottak, vázlatosak és igen nehezen olvashatóak. A fennmaradt művek többsége ilyen. Az akroamatikus műveket a kommentátorok tovább osztották.
  - A hüpomnématikus (kb. „emlékezet számára írt”) iratok vázlatosabb feljegyzések, melyek sokszor csak adattömegeket tartalmaznak a természeti jelenségekről, a tudományok és a matematika történetéről. Egyetlen ilyen mű talán megmaradt: az Athéniak alkotmánya, amely mintegy 160 hasonló alkotmányleíró iratból álló gyűjtemény része volt; de még ennek eredetisége is vitatott.
  - A szintagmatikus (kb. „megszerkesztett”) írások pedig az egyes tudományok rendszerező kifejtései. Az arisztotelészi iskolai iratok programjával Arisztotelész Platón nevelési programjára válaszol: szemben Az Állam VII. könyvében az ideális állam vezetői számára előírt, a matematikai tudományokból kiinduló és a dialektikában kiteljesedő egységes tanmenettel, az iskolai iratokban megtestesülő aporétikus módszer a filozófiai megismerést a legkülönbözőbb empirikus ismeretek és nyelvhasználati konvenciók teljes körű feldolgozása során felmerülő nehézségek – az aporiák – feltárására és a róluk szóló teoretikus számadásra alapozza.

Arisztotelész műveiről különféle ókori listák maradtak meg, pl. egy Diogenész Laertiosztól, amely valószínűleg Hermipposz hasonló listáján alapul, de azzal nem mindenben egyezik meg. Az egyik, amelynek a szerzője egy Ptolemaiosz nevű peripatetikus, ezerre teszi Arisztotelész könyveinek számát. Más listák vélhetően Andronikosz arisztotelészi „életmű-kiadásán” alapulnak.
Bármennyire is megbízhatatlanok e jegyzékek, az még ezek és a fennmaradt töredékek egybevetéséből is bizonyos, hogy Arisztotelész munkásságának óriási része elveszett.

### Tartalmi osztályzás
A műveket tartalmi alapon (hogy milyen tudományokkal foglalkoznak) a következőképp osztályozzuk (A Corpus Aristotelicum):
1. logikai művek, később Organonnak („eszköz”) nevezik
2. természettudományos munkák,
3. metafizika
4. etikai írások.
5. esztétikai könyvek

#### Logikai művek: az Organon

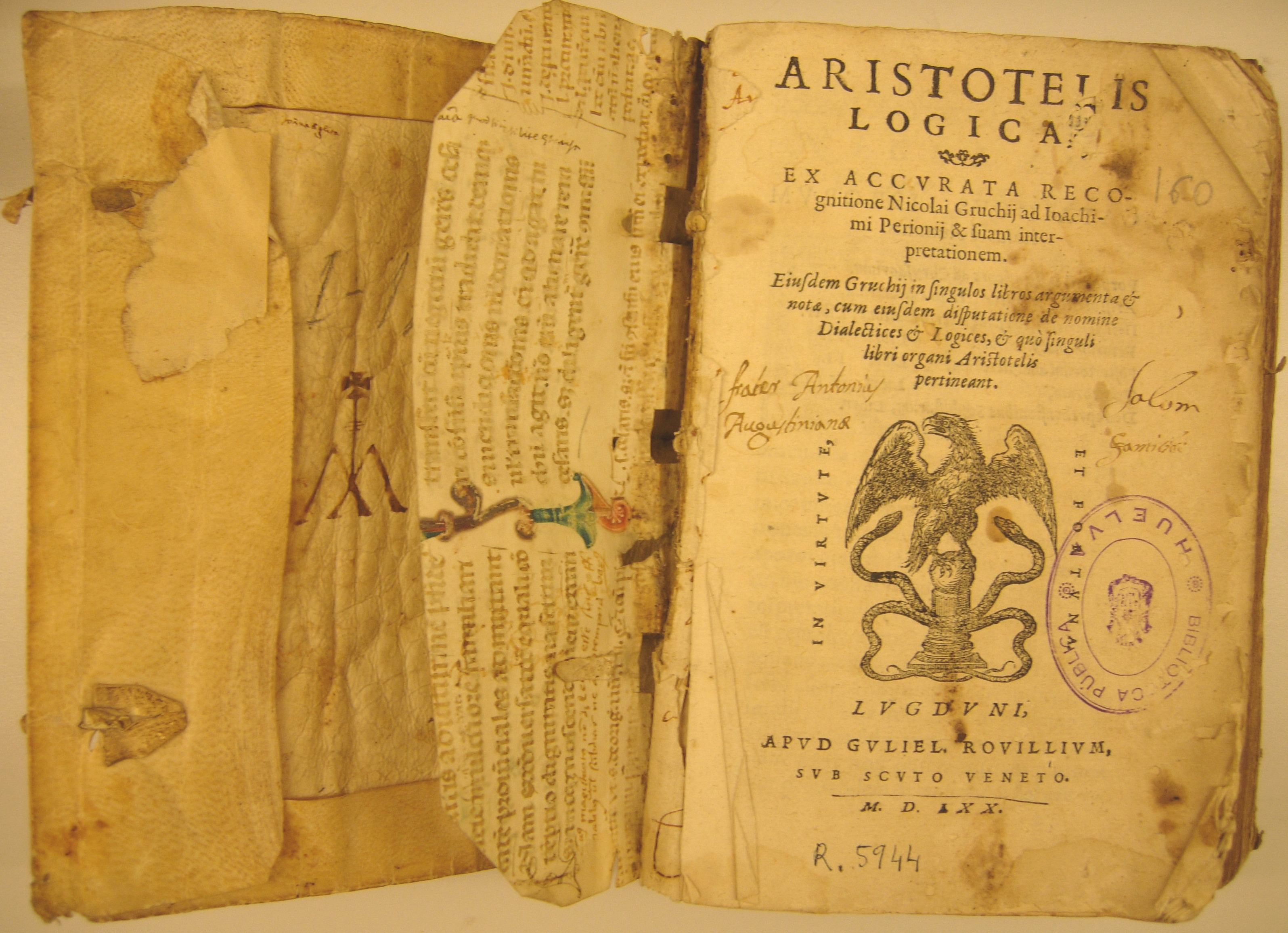
Arisztotelész Logikájának 1570-es kiadása

A logikaiak, melyeket Organon („segédeszköz”, „szerszám”) név alatt csak később, az i. sz. 6. század táján a bizánci időkben foglaltak össze, ezek:
- 1. Kategóriák;
- 2. Hermeneutika, avagy Az értelmezésről;
- 3. Az Első Analitika (a következtetésről);
- 4. A Második Analitika (a bizonyításról);
- 5. Topika (dialektika);
- 6. Szofisztikus cáfolatok (értsd: szofista ellentmondások, álokoskodások).

Nem tudjuk biztosan, ez az összefoglalás és a művek sorrendezése mennyire érinti Arisztotelész eredeti szándékait, és ez ma már nem is kideríthető, mert a tanítványok és kommentátorok teleírták a műveket olyan részletekkel és megjegyzésekkel, melyek össze-vissza hivatkoznak nyilvánvalóan később írt munkákra. A Kr. u. 200 körül élt peripatetikus kommentátor, Aphrodisziaszi Alexandrosz alkalmazta a logikai művek megjelölésére az „organon” (ớργανον), azaz „eszköz, szerszám” elnevezést, minden bizonnyal a bevett iskolai szóhasználatnak megfelelően (már Kr. e. 50 körül a rhodoszi peripatetikus, Andronikosz is ilyen cím alatt adta ki e logikai munkákat.
Az Organon kifejezetten akroamatikus jellegű, használták a Lükeionban folyó tanításhoz. A mű színvonala erősen változó: néhol majdnem olyan vázlatos, mintha előadáshoz készített emlékeztető jegyzet volna, és egyes részei valószínűleg be is töltöttek ilyen szerepet (pl. a Katégoriák végső fejezetei erősen hüpomnématikus jellegűek), máshol részletezőbb és didaktikailag átgondolt, máshol egyenesen olyan könnyen olvasható, mintha szándékosan kezdő tanulóknak írták volna (pl. a Herméneutika). A mű részei Arisztotelész életének különféle korszakaiban születtek; a részleteket lásd az Organon című szócikkben.
Arisztotelész logikával kapcsolatos kérdésekről máshol, például a Metafizikában is értekezik; néhány más logikai jellegű művéről is biztosan tudunk, melyek elvesztek, azonban megmaradt logikai írásainak java része az Organonban található.

#### Természettudományi művek
Ezek a következők:
- 1. Fizika (8 könyvben);
- 2. Az égről (4 könyvben);

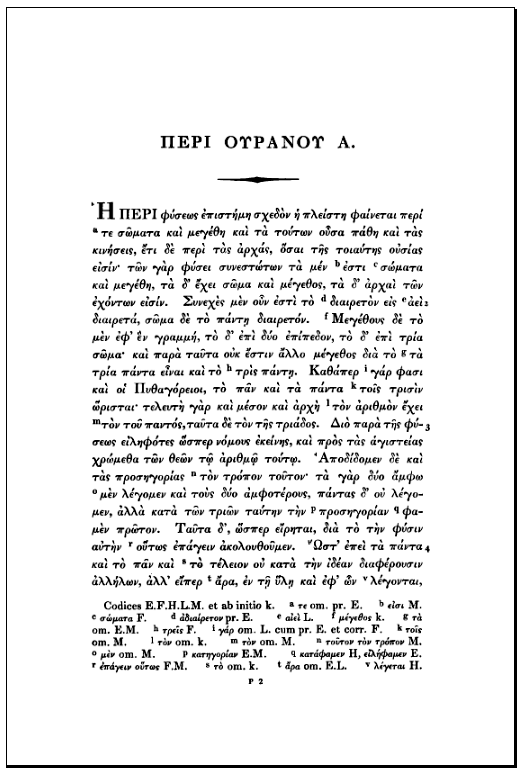
De Caelo (Az égboltról) című mű egyik oldala (1837-es nyomtatvány)

- 3. A keletkezésről és elenyészésről (2 könyvben);
- 4. Meteorologia (4 könyvben); ide sorolják az
- 5. A világról szóló apokrif mű, mely az élőlényeket tárgyalja;
- 6. A lélekről (3 könyvben);
- 7. kisebb értekezések, melyeket a skolasztikusok Parva naturáliáknak neveztek;
- 8. Állattan (10 könyvben);
- 9. Az állatok részeiről (4 könyvben);
- 10. Az állatok járásáról;
- 11. Az állatok keletkezéséről (? könyvben);

Az „A színekről”, „Az akusztika”, „A fiziognómia” nem az ő művei; a növényekről szóló mű elveszett, ami e címen a művekben előfordul, későbbi keletkezésű; a „Problémák” 37 könyvében annyi a későbbi toldás, hogy ami Arisztotelészé, alig ismerhető föl benne; a „Mekánika” sem valódi, hasonlóképpen nem az oszthatatlan vonalakról szóló értekezés, és a csodálatos történetek kis gyűjteménye.

#### Metafizikai művek

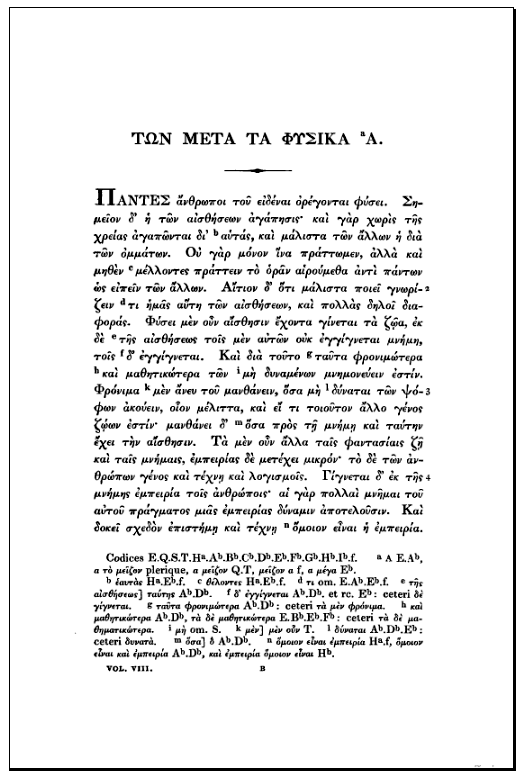
Arisztotelész metafizikájának első oldala (1837-es kiadás)

A Metafizika könyv 14 általános mű gyűjteménye, melyeket az első összkiadásnál a fizikai írások mögé soroltak be (meta ta phüzika). Innen ered a metafizika tudományának a megjelölése, amely azt vizsgálja mi van a természet mögött. Ezekben a művekben Arisztotelész a tudásnak azt a formáját keresi ami a legalkalmasabb a bölcsesség névre.

#### Etikai művek
Ide tartoznak:
- 2. Az Eudémoszi etika, Eudémos feldolgozása (7 k.-ben);
- 1. Az úgynevezett Nikomakhoszi etika (10 könyvben);
- 3. A nagy etika;
- 4. a Politika (8 k.-ben);
- Az Ekonomika 2 könyvben valószínűleg szintén Arisztotelész műve;

Az Eudémoszi etikát sokáig Arisztotelész fia Nikomakhosz tanítványának, Eudémosznak is tulajdonították, a modern grammatikai és filológiai vizsgálatok azonban igazolják Arisztotelésztől eredeztethetőségét. A Nikhomakhoszi etika szinte bizonyosan Arisztotelésztől eredő, azonban eredetileg különálló írásokat tartalmaz összeszerkesztve (címe sem eredeti, Arisztotelész az „etika” kifejezést sohasem használta). Ellenben a Nagy etikában Theophrasztosztól és későbbi peripatetikus szerzőktől eredő részek is vannak. Az ókori katalógusok egy olyan, Erényekről és hibákról c. etikai művet is felsorolnak, amely szinte bizonyosan nem eredeti, az i. e. 1. és i. sz. 1. század között íródott, és a platóni és peripatetikus tanok szintézisét próbálja meg véghez vinni.

#### Esztétikai művek
Ide tartoznak:
- 1. Retorika (1–8)
- 2. Poétika

#### Versek
Három verse maradt fenn.

### Töredékesség és eredetiség szerint

#### Fontosabb elpusztult művek
- Egyik legkorábbi (lehet, hogy a legelső), elveszett írása a Grüllosz vagy A retorikáról (Περὶ ῥητορικῆς ἤ Γρύλλος), melyet i. e. 360 körül írhatott.[38] A címben szereplő Grüllosz, Xenophón egyik fia,[84] i. e. 362/361-ben esett el a második mantineai csatában, emlékére, magasztalására több híres szónoklat is született (ez indokolja, hogy Arisztotelész az ő nevét választotta címnek); a mű csak a csata után íródhatott,[85] de mindenképp Arisztotelész akadémiai tartózkodás idején. Tartalmára nézve csak a néhány fennmaradt töredékből és más szerzők utalásaiból indulhatunk ki. A legtöbben Iszokratész tanai ellen írt, dialógus formába öntött műnek tartják; mintája a platóni Gorgiász lehetett; s szerzője amellett érvelhetett benne, hogy a retorika fő célja nem a puszta meggyőzés, nem az érzelmek befolyásolása, hanem a tényszerű igazság melletti érvelés.[86] Ezzel Platónnal megegyezően, a szofista és iszokratészi felfogással szemben egy „magasabbrendű”, „igazságszempontú” (mondhatni „logikai”) szónoklattant kívánt megalapozni.[87] Mások viszont egyszerűen egy Grüllosz-emlékbeszédnek tartják.[88]
- Protreptikosz: ez dialógus vagy monológ formájában íródott mű volt, Themiszón ciprusi uralkodóhoz címezve; és nemcsak a Diogenész Laertiosz-féle listán szerepel, de számos ókori szerző is említi és dicséri. Jamblikhosz (Protreptikosz c. írásában) és Cicero is fölhasználta (Hortensius c. írásának mintájaként).[83]

### A művek történetéről

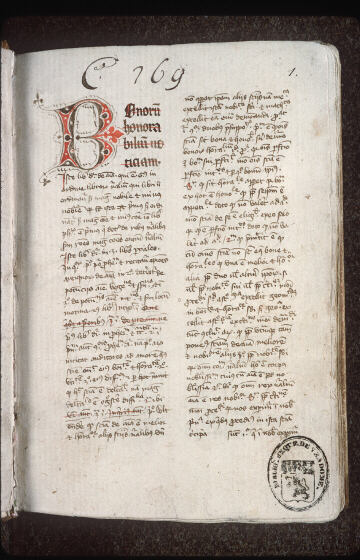
De Anima (A lélekről) mű 1362-es latin nyelvű kiadása

Mind e művek, melyeket nem mindig egyforma gonddal dolgozott ki, úgy látszik, a tanítás céljait szolgálták; részben előadásainak vezérfonalai lehettek. Valószínű, hogy a tanítványok (elsősorban Theophrasztosz, esetleg Eudémosz) füzeteit-szövegeit is fölhasználták a kiadók a kiadott Arisztotelész-szövegek összeállításakor.
Arisztotelész műveinek sorsa igen kalandos. Ha hihetünk Sztrabónnak és Plutarkhosznak, követője és barátja, az ereszoszi Theophrasztosz őrizte a mester halála után az összes iskolai Arisztotelész-kéziratot, halálakor pedig Néleuszra, egy skepsisi peripatetikusra hagyta (sőt lehetséges, hogy Theophrasztosz saját iratait is ráhagyta). Skepsis később a pergamoni uralkodók, az Attalida dinasztia kezére került, s mivel az akkori uralkodó, II. Eumenész hírhedt kéziratrabló volt (aki a fővárosban, Pergamonban ráadásul könyvtárat kívánt létrehozni), Néleusz rokonai és leszármazottai majd egy századon át pincében rejtegették az írásokat. Egyikük az Apellikón nevű dúsgazdag könyvgyűjtő stratégának adta el a kéziratokat, amelyek ekkor már félig szétrohadt állapotban voltak. Ő Athénba hozta a gyűjteményt és kiadta, de elesett, amikor a rómaiak Athént ostromolták és elfoglalták (i. e. 84.), a római vezér, Sulla pedig Rómába szállíttatta e kincseket. Ezután kapta kézhez őket rhodoszi Andronikosz, aki újra kiadta őket (i. e. 50), és nagyjából ekkor nyerték el azt a formájukat, ahogyan ismerjük őket.
Sokan a több száz éves hányattatással magyarázzák a művek szövegének jelentős romlását, és feltételezik, hogy eddig a kiadásig Arisztotelész iskolai írásait nem ismerték (pusztán a nagyközönség számára írt műveiről tudtak); ami ebben a formában nem valószínű. A feltevés – többek között – azokon a beszámolókon alapszik, melyek szerint amikor a rómaiak újra elkezdték olvasni ezeket az eredeti műveket, az óriási meglepetéseket okozott, mivel nem gondolták volna, hogy ennyire fejlett volt az arisztotelészi filozófia; illetve az a tény is támogatja, miszerint a Filozófus sok tétele (például logikai megállapításai) jelentősen eltorzult, megváltozott formában éltek tovább – a peripatetikusokat leszámítva – még a tudományos közösség berkeiben is. Szalai Sándor – az egyetlen (1979-ben megjelent) magyar nyelvű Organon-kiadás szerkesztője – viszont úgy véli, két párhuzamos, de ellentétes irányú folyamatról van szó: míg a szövegromlás és – megsemmisülés, illetve a filozófiai és teológiai gondolkodás fejlődése következtében állandóan átértelmezték Arisztotelészt és megváltoztatták gondolatainak értelmét, addig több évezred filológusai és a peripatetikus iskola hívei nem szűntek meg folyamatosan gondozni a – valódi – arisztotelészi filozófiát.
1879-ben az egyiptomi Oxyrhynchusban találtak egy papiruszt, amely állítólag az elveszett Politikának, 158 régi államalkotmányok gyűjteményének egy részét és az athéniek államalkotmányának (Athenaión Politeia) majdnem teljes könyvét tartalmazza. Az anyag egy másik, 1890-ben talált lelettel (az ún. „131-es papirusz”) együtt a londoni British Museumba került, az elsőt 1890-ben, a másodikat 1891-ben kiadták. A papirusz eredeti szövegét valamelyik régebbi tulajdonosa lemosta (valószínűleg papírhiány miatt) és más szöveget írtak rá. A lelet újabb anyag a Bekker-féle Corpus Aristotelicumhoz képest. Az eredetiségéről még folyik a vita. Könnyen lehetséges, hogy egy része Arisztotelésztől, nagyobbik része esetleg tanítványaitól ered.

## Filozófiája

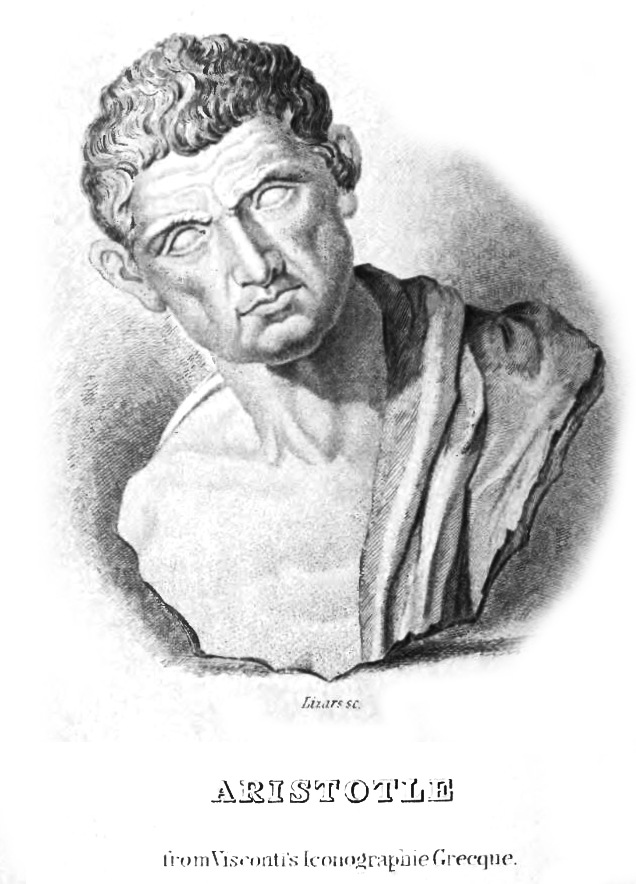
Arisztotelész-szobor 1808-ból

Arisztotelész Platón tanítványa, a filozófia igaz feladatát ő is a dolgok lényegének és végső okainak felismerésében találja, melyek megtestesülése a Lényeg (szubsztancia). A filozófia tehát az effajta fogalmak-lényegek tudománya; minden, ami egyedi, az általánosra vezetendő vissza és belőlük származtatandó. E munka tudományos föltételeit és formáit senki nála komolyabban és szigorúbban nem vette; a Platón-féle dialógusok színes költői ruhája helyett a szabatos tudományos prózát művelte, mely évszázadokon keresztül mintául szolgált az európai tudománynak, sőt amelyből utóbbi származott. Továbbá, minthogy a dolgok lényegét nem a dolgokon kívül kereste, mint Platón, hanem a dolgokban, azaz a valóságban, a tényleges megfigyelés ugyanolyan fontos vagy tán még fontosabb volt a számára, mint az elméletalkotás vagy a kortársak és elődök tanítása, benne a legmagasabbra emelkedő filozófiai absztrakcióval a legszélesebb mai értelemben vett (pozitív) tudományosság egyesül.
Annyi tudomány előfutárává vált, hogy általában véve „legfontosabb” felfedezéséről nem is beszélhetünk. Konkrétan a mai értelemben vett filozófiában alighanem legfontosabbnak nevezhető elképzelései az aktus-potencia és hülémorfizmus tana és az erre épített mozgás fogalma, a szubsztancia-akcidens megkülönböztetés, és egyáltalán az egész metafizika, ide értve a négyes okság tanát is; továbbá a realizmusra épített kutatási módszerek és nem utolsósorban pedig a formális logika megalkotása. Jelentőségét a modern természettudományokban nem vagy nem csak felfedezései és megfigyelései adják – ezek között számos súlyos tévedés is van – hanem főleg kritikus hozzáállása a spekulatív preszókratikus és platonikus filozófiához, mely kritika – lassan – ráirányította a figyelmet a természetfilozófiában az empirikus megfigyelés és leírás fontosságára. Ez a hozzáállás egyre intenzívebb módon legkiemelkedőbb tanítványainál (mint Theophrasztosz) figyelhető meg elsősorban. Ez a tendencia a peripatetikus iskola lehanyatlásával azonban lassan elsorvadt.

## Filozófiájának utóhatásai

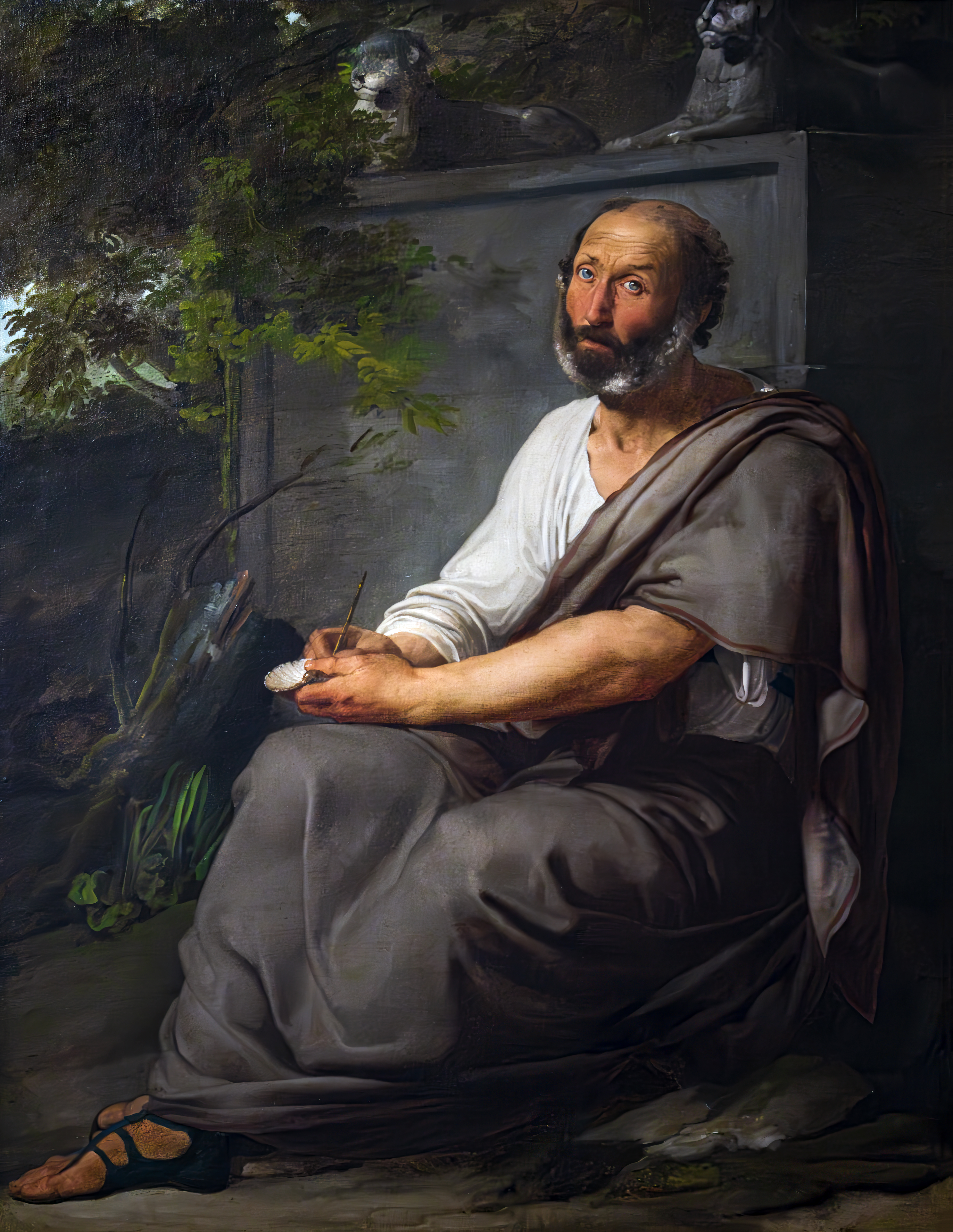
Francesco Hayez festménye Arisztotelészről (1811)

### Ókor és kora középkor
Arisztotelész halála után a peripatetikus iskola még évszázadokon át fennmaradt, csakhogy nem igen öregbítette a nagy mester örökségét önálló kutatásokkal. Az első századokban a metafizikától elfordulva, inkább a természetfilozófiát és etikát művelték és népszerűsítették; a későbbi peripatetikusok főképp pontos, hű magyarázói voltak Arisztotelésznek.
Arisztotelész kommentálása, már az ókorban megkezdődött – interpretálása és ezzel (általában szándéktalan) meghamisítása is; így annak az Arisztotelésznek, akit olyan nagy tekintély övezett, egyre kevesebb köze volt az eredeti hús-vér Arisztotelészhez. Ehhez több minden is hozzájárult. Először is az, hogy az exóterikus, nagyközönség számára írt művei, épp melyek korán népszerűvé tették, már az ókorban elvesztek; másodszor pedig az, hogy peripatetikus tanítványai a belső használatra írt műveket valóban használták is, de nemcsak passzívan tanultak belőle, hanem teleírták kommentárokkal és megjegyzésekkel, átcímezték és össze-vissza csoportosították őket (így jártak az Organon vagy a Metafizika írásai). Ezért sok tekintetben már nem tudjuk hűen rekonstruálni Arisztotelész gondolatainak bizonyos eredeti jellemzőit (például ezek fejlődéstörténetét).
De ezek az átalakítások még Arisztotelész szellemében történteknek foghatóak fel, mert a közvetlen tanítványok még emlékezhettek Arisztotelész motivációira; később azonban a helyzet még rosszabbá vált. Tudjuk, hogy a sorozatos átalakítások és másolások során egy szöveg mennyire megromolhat; nos, ahogy telt az idő, Arisztotelész műveivel pontosan ez történt. Egyre kevésbé olvasták Arisztotelész eredeti műveit, és egyre inkább a kommentátorok munkáit, akik egyre inkább más kommentátorok más munkáiból merítettek, és így tovább, különösen a középkorban, mikor szinte mindenki latinul és senki sem görögül olvasott és beszélt (ez a „Graeca non leguntur”, azaz „Görögül nem olvasunk!”-szemlélet egészen a 19. század végéig tartotta magát), így aztán még csak nem is a viszonylag hű peripatetikus, hanem sokszor a vulgarizáló Cicero-korabeli latin kommentátorok egyszerűsített vagy félreértelmezésen alapuló interpretáció terjedtek.
Az araboknál is tisztelet övezte a filozófust: ők legnagyobb filozófusukat úgy nevezték: „A Második Tanítómester”. Az első ugyanis a görög filozófus volt.

### Középkor

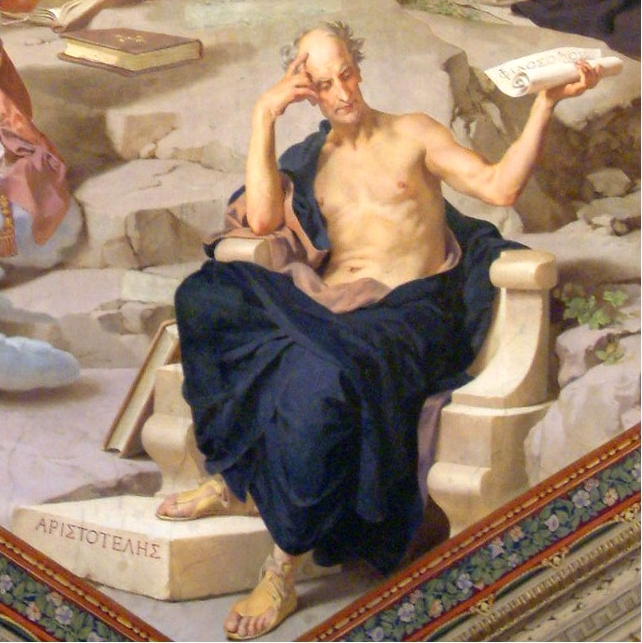
Római falfestmény részletén Arisztotelész

Az első évszázad végén, bár közvetve, de Arisztotelész tanai eljutnak a muzulmán világba is. Először al-Kindi (kb. 801–873) ír arabul Arisztotelészről. Ő Plótinosz Enneadeszét fordította le és adta közre Arisztotelész teológiája címmel. Műve nagy zavart keltett az arabok Arisztotelészről alkotott fogalmaiban, s évszázadokba telt, míg ebből kikeveredtek. A nesztoriánusok révén a görög kultúra egyre ismertebbé vált a muzulmán világban, s így először Arisztotelész logikája, majd a Metafizika és a De anima című mű kerül lefordításra. A neoplatonizmussal átitatott Arisztotelész arab értelmezést a Córdobai Kalifátusban élő Averroës helyesbítette, aki egyúttal olyan tekintélyt adott a filozófusnak, mint amilyen egy vallásalapítónak kijár. A hispániai mórok és a keresztények között a zsidók játszották az összekötő láncszem szerepét, mivel tudtak arabul és beszélték a keresztények nyelvét, is ők voltak a kor fordítói. Így nem csoda, hogy a következő Arisztotelész-kommentátor egy zsidó volt, nevezetesen Maimonidész. S bár Maimonidész kizárólag arabul írt, műveit szinte megjelenésük után lefordították héberre majd néhány évtized után, II. Frigyes császár kérésére latin fordítások is megjelentek. Maimonidész célja az volt, hogy Arisztotelészt és a zsidó teológiát összebékítse: Arisztotelész szigorú tekintély a szublunáris szférában, még az égire a kinyilatkoztatás vonatkozik.
A 12. században egyre nagyobb számú görög művet fordítottak le latinra. Arisztotelész Analitikáját, Topikáját és Szofisztikus cáfolatait 1128-ban velencei Jakab fordította le. Később Aquinói Szent Tamás volt az aki barátjának Guilhelmus de Moerbekenek köszönhetően eredeti görög fordítások segítségével megtisztította Arisztotelész tanítását a hibás fordításokból eredő újplatonikus elemektől. Feladatául azt tűzte ki, hogy egyeztesse Arisztotelész filozófiáját a katolikus egyházi tanítással. S bár Szent Tamást tartjuk manapság is az egyik legelmélyültebb Arisztotelész-kutatónak, abban való buzgalmában, hogy Arisztotelészt egyeztesse a Szentírással, többször is félremagyarázta a filozófust, vagy ahol az nem fejezte be a gondolatsort, ő továbbvitte saját elképzelésének megfelelően.
A 13. század során a Nyugat szinte teljes egészében megismerte Arisztotelész munkásságát, s Albertus Magnus és Aquinói Szent Tamás hatására a kor tudósai benne látták a legfőbb tekintélyt – természetesen a Szentírás és az egyház tekintélye után. Ez a hatás a 20. században is érezhető volt a katolikus filozófusok körében. A skolasztika viszont nem volt hosszú életű, megjelenése után hamarosan hanyatlani kezdett, s a Szent Tamás által kidolgozott rendszer pedig összeomlani látszott. A skolasztika hanyatlása a tudományok előretörésének volt köszönhető, valamint az olyan gondolkodóknak, mint Duns Scotus, Occam és Roger Bacon. Az ő meglátásuk szerint Arisztotelész filozófiája nem hozható össze a kereszténység kinyilatkoztatáson alapuló, dogmatikus filozófiájával.

### Újkor és jelenkor

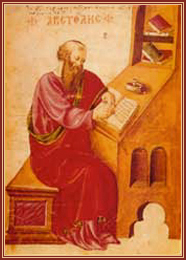
Arisztotelész ábrázolása egy régi kódexben (Historia naturalis, Róma, 1457 (Cod. vindob. phil. gr. 64))

Arisztotelész tekintélye a kopernikuszi geocentrikus világkép 1543-as nyilvánosságra hozatalával végleg kezdett megingani, s ezt a kegyvesztést Kepler és Galilei csak megerősítették. Az arisztotelészi elmélet szerint a földi dolgok egyenes vonalban mozognak, így pl. sokáig azt tartották, hogy egy lövedék vízszintesen mozog, majd hirtelen elkezd függőlegesen zuhanni; Galilei elmélete, miszerint a lövedék parabola-pályát ír le, megdöbbentette arisztoteliánus kollégáit. A reneszánsz kora egyúttal Platón tanulmányozását is újjáélesztette mely végleg lerombolta a merev skolasztikus módszert, így immár bárki szabadon választhatott közte és Arisztotelész között. A végső csapást Arisztotelész fizikájának megdönthetetlenségére Newton első mozgástörvénye (melyet korábban Galilei fogalmazott meg) adta. Ez a törvény kimondja, hogy minden magára hagyott test, ha már mozgásban van, egyenes vonalban, egyenletes sebességgel tovább fog mozogni. Így tehát külső okra nem a mozgásnak, hanem a mozgás megváltoztatásának magyarázatára van szükség. A körmozgás, amit Arisztotelész az égitestek „természetes” mozgásának, valamint az első mozgásnak nevezett, a mozgásirány folytonos megváltozását feltételezi, s ez olyan erőt kíván, amely a kör középpontja fele irányul, ahogyan az Newton gravitációs törvényéből kiderül.
A 17. század filozófiai gondolkodására a skolasztikával s vele egyben Arisztotelésszel való szembefordulás a jellemző. Arisztotelész helyébe más antik filozófiai irányzatok elevenedtek fel, mint a démokritoszi-epikuroszi atomelmélet, valamint a püthagoreusok matematikán alapuló világmagyarázata.
Arisztotelésszel szinte valamennyi újkori és jelenkori filozófus foglalkozott, bár a kései középkorhoz képest inkább vitatkoztak vele, mintsem feltétlen igazságként fogadták el tanait. Számos tanulmány és kommentár született, filozófiáját továbbfejlesztették, vagy új ágakat építettek ki belőle – ilyen például Martin Heidegger fenomenológiája.

## Egyéb
- Arisztotelész szobrai nagyon népszerűek voltak a császárkori Rómában, a módosabb polgárok igyekeztek legalább egy másolatot beszerezni, elkészítettni és felállítani. Juvenalis, a költő egyik írásában megjegyezte: „nincs tökéletes kert Arisztotelész- vagy Pittakosz-portré nélkül”.[96]
- 1977-ben az Áj Hánum-i hellén városmaradvány régészeti feltárása során olyan filozófiai mű töredékeit találták egy elbomlott papirusz kövekre szívódott írásjeleiben, amely Arisztotelész fiatalkori művéből is származhat.[97]
- 2006-ban egy szenzációs filológiai felfedezés révén eredeti, eddig ismeretlen, az Aphrodisziaszi Alexandrosztól származó Arisztotelész-kommentárok kerültek elő egy amerikai tulajdonban lévő bizánci palimpszeszt imagyűjteményben (hét eredeti Arkhimédesz-értekezéssel és Hüpereidész egy makedónellenes beszédével együtt). A londoni Walters Art Museumban helyt kapott anyag árverés útján magántulajdonba került, de kutatása folytatódik, s abban magyarok is jelentős részt kaptak.[98][99][100]
- 2016 májusában régészek olyan síremléket találtak, mely vélhetően Arisztotelész számára épült.[101]

## Magyarul

### 1849-ig
- Tabula / Thebai Cebes képe / Aristoteles Paeanja / Homerus Hymnusa a Földhez; ford. ifj. Kis János; Trattner Ny., Pest, 1825
- Aristoteles könyve a költészetről; ford. Hunfalvy Pál; in: Széptani remekírók, 1.; Egyetemi Ny., Buda, 1846
- Aristoteles Rhetorikája; ford. Kis János; in: Széptani remekírók, 2.; Egyetemi Ny., Buda, 1846

### 1850–1919
- A stagirai Aristoteles három könyve a lélekről; ford. Haberern Jonathán; Osterlamm, Pest, 1865
- Aristoteles politikája; ford., jegyz. Haberern Jonathán; Osterlamm, Pest, 1869
- Aristoteles Nikomachoshoz czímzett ethikája; ford., bev. Haberern Jonathan; Eggenberger, Budapest, 1873
- Aristoteles Rhetorikája; ford. Kis János; Eggenberger, Budapest, 1875
- Aristoteles poetikája; ford., bev., jegyz. Geréb József; Franklin, Budapest, 1891 (Olcsó könyvtár)
- Aristoteles könyve a költészetről; ford. Hunfalvy Pál; in: Széptani remekírók; Eggenberger, Budapest, 1875
- Platon, Aristoteles: Szemelvények magyarázatokkal. Görögpótló-tankönyv a 8. oszt. számára; ford. Péterfy Jenő, szerk. Gyomlay Gyula, Alexander Bernát; Franklin, Budapest, 1893
- Aristoteles a lélekről; ford., bev., jegyz. Förster Aurél; Franklin, Budapest, 1915 (Filozófiai írók tára)

### 1920–1944
- Politika; ford., bev., jegyz. Szabó Miklós; Magyar Tudományos Társulatok Ny., Budapest, 1923 (A Magyar Filozófiai Társaság könyvtára)
- Metafizika; ford., bev., jegyz. Halasy-Nagy József; s.n., Budapest,1936 (Az Akadémia filozófiai könyvtára)
- Nikomachosi ethika, 1-2.; ford., jegyz. Szabó Miklós; Parthenon, Budapest, 1942 (A Parthenon kétnyelvű klasszikusai)

### 1945–1989
- Metafizika. Válogatott fejezetek. 2. félév; ford. Nagy József, összeáll. Zoltai Dénes; Tankönyvkiadó, Budapest, 1951 (Budapesti Eötvös Loránd Tudományegyetem bölcsészkarának jegyzetei)
- Szemelvények Aristoteles filozófiai műveiből; bev. C. I. Gulian, ford. Bodor András, Szabó György; Állami, Bukarest, 1952
- Aristoteles: Az athéni állam / Pseudo-Xenophon: Az athéni állam; ford. Ritoók Zsigmond, bev., jegyz. Sarkady János; Akadémiai, Budapest, 1954 (Görög és latin írók)
- Metafizika. Segédanyag az 1-4. és 5. éves filozófia szakosok számára; ford. Halasy Nagy József; ELTE Bölcsészettudományi Kar, Budapest, 1957
- Organon; szerk., jegyz. Szalai Sándor, ford. Rónafalvi Ödön, Szabó Miklós; Akadémiai, Budapest, 1961 (Görög és latin írók)
  - 1. Katégoriák / Hermeneutika / Első analitika
- Poétika; ford., jegyz. Sarkady János, utószó Nádor György; Magyar Helikon, Budapest, 1963
- Politika; bev., jegyz. Simon Endre, ford. Szabó Miklós Gondolat, Budapest, 1969 (Gondolkodók)
- Nikomakhoszi ethika; ford. Szabó Miklós; sajtó alá rend., jegyz. Simon Endre; Magyar Helikon–Európa, Budapest, 1971
- Eudémoszi etika / Nagy etika; ford., jegyz. Steiger Kornél, utószó Heller Ágnes: Arisztotelész korai etikái; Gondolat, Budapest, 1975 (Etikai gondolkodók)
- Rétorika; ford., jegyz., utószó Adamik Tamás; Gondolat, Budapest, 1982
- Lélekfilozófiai írások; ford., utószó, jegyz. Steiger Kornél; Európa, Budapest, 1988

### 1990–
- Kategóriák; ford. Rónafalvi Ödön, pontosítás Lautner Péter, jegyz. Szalai Sándor; Kossuth, Budapest, 1993
- Államéletrajzok. Aristotelés, Hérakleidés Lembos, Pseudo-Xenophón, Xenophón, Kritias és Héródés Attikos írásai a görög államokról; összeáll., jegyz., utószó Németh György, ford. Ritoók Zsigmond, Németh György; Századvég, Budapest, 1994 (Századvég könyvtár. Történelem)
- Hermeneutika; ford. Rónafalvi Ödön, jegyz. Szalai Sándor, utószó Bugár István; Kossuth, Budapest, 1994
- Poétika; ford. Sarkady János, Rónafalvi Ödön, pontosítás Lautner Péter, jegyz. Szalai Sándor; Kossuth, Budapest, 1997
- Poétika és más költészettani írások. Teljes, gondozott szöveg; ford. Ritoók Zsigmond, szerk., jegyz. Bolonyai Gábor; PannonKlett, Budapest, 1997 (Matúra. Bölcselet)
- Államéletrajzok. Aristotelés, Hérakleidés Lembos, Pseudo-Xenophón, Xenophón, Kritias és Héródés Attikos írásai a görög államokról; összeáll., jegyz., utószó Németh György, ford. Ritoók Zsigmond, Németh György, Vit Olivér; 2. jav. kiad.; Osiris, Budapest, 1998 (Osiris könyvtár. Történelem)
- Metafizika; ford., bev., jegyz. Halasy-Nagy József; 3. jav. kiad.; Lectum, Szeged, 2002 (Filozófiai kiskönyvtár)
- Lélekfilozófiai írások; ford. Steiger Kornél, átdolg. Brunner Ákos, Bodnár István, utószó Steiger Kornél; Akadémiai, Budapest, 2006 (Filozófiai írók tára)
- A létrejövés és a pusztulás; ford., jegyz., tan. Bognár László; ME BTK Filozófiatörténeti Tanszék–Lestár, Miskolc–Budapest, 2006
- Az égbolt; ford. Lautner Péter; Akadémiai, Budapest, 2009 (Filozófiai írók tára)
- A természet; ford., jegyz., tan. Bognár László; L'Harmattan, Budapest, 2010

### Szövegek
- Poétika (MEK)
- Politika (MEK)
- Eudémoszi Etika • Nagy Etika (MEK)
- Részletek a Topikából, magyarul
- (angolul) Arisztotelész-szövegek angolul (MIT Classics)
- (angolul) Arisztotelész: Topika, teljes angol szöveg (MIT Classics)

### Életrajzok, kritikák, egyebek
- (angolul) John J. O'Connor és Edmund F. Robertson. Arisztotelész a MacTutor archívumban. (angolul)
- Vita Arisztotelész helyéről a tudománytörténetben
- Térkép az ókori görög városokról
- (angolul) Bibliográfia Arisztotelészhez
- Arisztotelész sírja. A Magyar Filozófiai szemle közleménye (1891, pdf).
- H. Putnam and the mind of Aristotle. A hülémorfizmus mint ma is élő, neo-arisztoteliánus metafizikai keretelmélet. Beill.: 2016-05-27.

### Filozófiája
Államformatan – Etika – Gazdaságbölcselet – Logika – Metafizika – Természetfilozófia

### Személyek

#### Fontosabb kortársak
- Alexandrosz (Nagy Sándor) (tanítvány, nevelt) – Antipatrosz (barát) – Iszokratész (mester és/vagy ellenfél) – Platón (mester)

#### Filozófustanítványok
- taraszi Arisztoxenosz – phaléroni Démétriosz – ciprusi Eudémosz – rodoszi Eudémosz – Hermeiasz (uralkodó) – Kalliszthenész – Phaniasz – Theodektész – Theophrasztosz – Xenokratész

### Egyéb
- Arisztotelianizmus avagy Peripatetikusok
- Organon
- Arisztotelész és Phüllisz (kora középkori legenda)